# Histoire de la Suisse au XXe siècle

Carte de la Suisse et des cantons suisses.

L’histoire de la Suisse au XXe siècle couvre la dernière étape de la formation de la Confédération des XXII cantons, à partir de la Première Guerre mondiale jusqu'à la création du canton du Jura, puis l'histoire du pays après.
Lors de la Première Guerre mondiale, la Suisse alémanique penche du côté des empires centraux alors que la Suisse romande, qui a plus de sympathie pour les Alliés, conteste le choix d'Ulrich Wille comme général de l'armée. La population souffre durant le conflit du manque de nourriture : en 1915 le Conseil fédéral décrète le monopole de la distribution des céréales. À la fin de la guerre, alors que le Vorarlberg vote son rattachement à la Suisse mais est finalement attribué à l'Autriche, le pays base sa politique extérieure sur la neutralité armée : la Suisse adhère en 1920 à la Société des Nations (SDN) dont le siège s'installe à Genève.
Les difficultés sociales engendrées par la guerre aboutissent à la grève générale de 1918 qui débouche sur la limitation du temps de travail et la fin de la majorité radicale à l'Assemblée fédérale, puis au Conseil fédéral. La politique intérieure se polarise en deux fronts opposés qui usent du référendum pour bloquer les décisions, obligeant le gouvernement à utiliser les arrêtés fédéraux urgents. Économiquement, la Suisse subit les crises de 1921, 1922 puis le krach de 1929.
Le début des années 1930 voit la montée en puissance des mouvements fascisants et des affrontements entre l'extrême gauche et l'extrême droite qui culminent lors de la fusillade du 9 novembre 1932 à Genève et persistent jusqu'en 1937, lorsqu'est signée la paix du travail qui met fin aux affrontements idéologiques directs. Durant cette période, le gouvernement prépare également le pays à un nouveau conflit militaire.
Lors du déclenchement de la Seconde Guerre mondiale en 1939, la Suisse n'est pas prise au dépourvu : l'approvisionnement est assuré, l'armée dirigée par le général Henri Guisan occupe les frontières et le rationnement garantit la subsistance de la population. Dès mai 1940, le pays est entièrement entouré par les forces de l'Axe, forçant les autorités à tenir une position ambiguë.
Après la guerre, la Suisse continue à développer l'État social. En politique intérieure, la « formule magique » est mise en place en 1959 et reste inchangée jusqu'en 2003. Le suffrage féminin est accepté au plan fédéral en 1971. La fin des années 1960 est marquée par la question jurassienne : le nouveau canton du Jura voit le jour le 1er janvier 1979 par séparation d'une partie du canton de Berne.

## Première Guerre mondiale

### Préparation de l'armée suisse

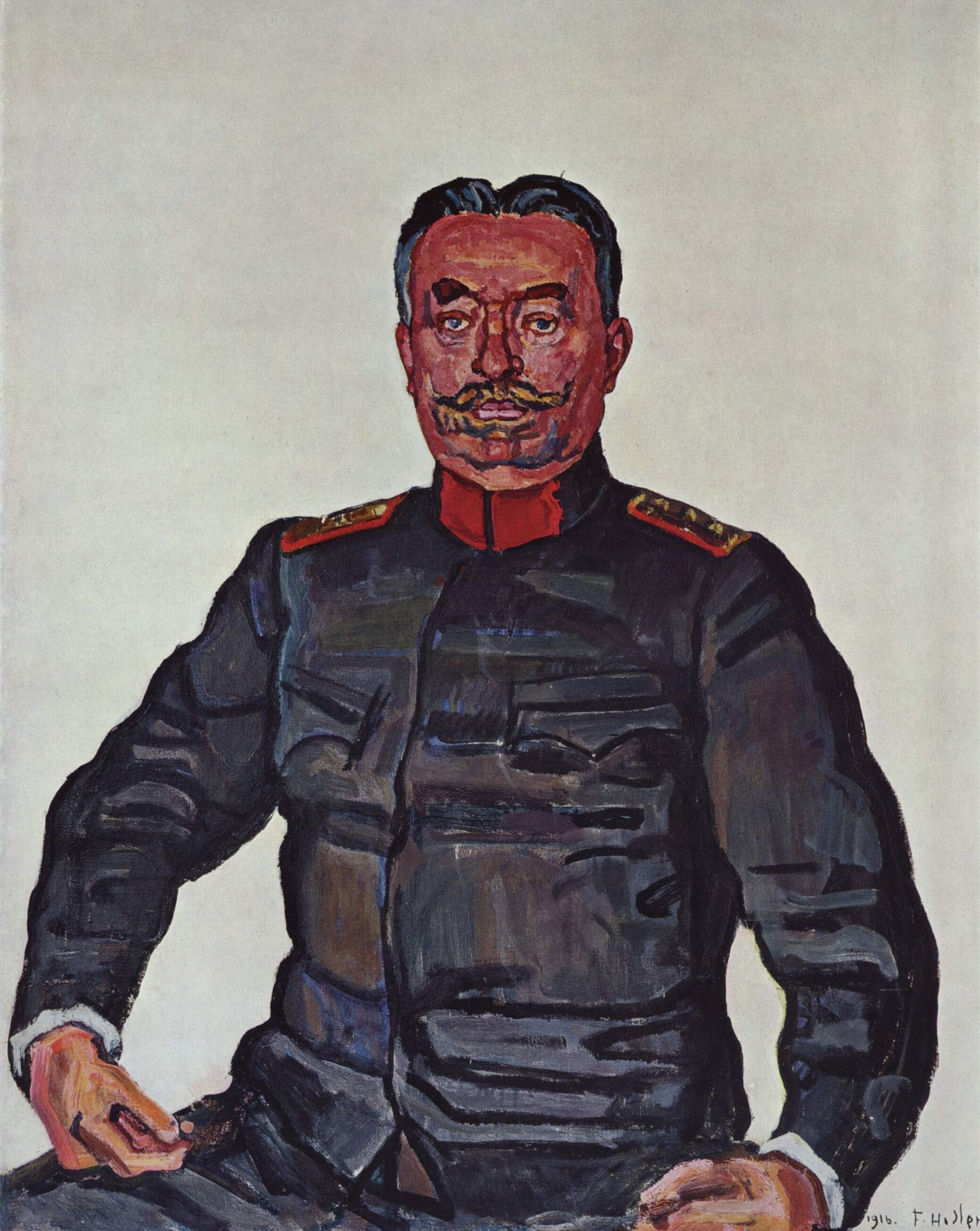
Portrait du général Wille par Ferdinand Hodler en 1916

Le 4 août 1914, soit trois jours après la déclaration de guerre de l'Empire allemand à l'Empire russe qui marque le début de la Première Guerre mondiale, la Suisse, par la voix du Conseil fédéral, adresse aux belligérants une déclaration de neutralité dans laquelle elle rappelle la décision prise en 1815 par les puissances européennes lors du congrès de Vienne qui confirmait sa neutralité perpétuelle. Cette déclaration est reçue favorablement à la fois par la France et par l'Allemagne qui, toutes deux, assurent le gouvernement de leur volonté de respecter « scrupuleusement la neutralité de la Suisse ».

Caserne pour les officiers, col de l'Umbrail, 1914.

Dès le 31 juillet 1914, le Conseil fédéral ordonne la mobilisation générale de l'armée suisse, alors forte de 220 000 hommes qui entrent progressivement en service entre le 3 et le 7 août. En sus de cette mobilisation, le Conseil fédéral, qui a alors reçu les pleins pouvoirs de l'Assemblée fédérale, élit Ulrich Wille comme général de l'armée suisse contre l'avis de plusieurs parlementaires parmi les Romands et les socialistes.
Après les réorganisations successives de l'armée en 1907 et 1911, les chefs de l'état-major suisse ont eu le temps de tester leur nouvelle organisation et ne sont pas pris au dépourvu par le début de la Grande Guerre. Les manœuvres de 1912 se déroulent en particulier sous le regard d'un invité de marque en la personne de l'empereur allemand Guillaume II. En ce qui concerne l'équipement, les troupes sont équipées dès 1911 de mousquetons, disposent de mitrailleuses et de grenades ; cependant, la production est nettement insuffisante en ce qui concerne les munitions et le matériel tel que les uniformes, les casques en acier ou les masques à gaz qui ne seront livrés qu'entre 1916 et 1918. De plus, l'armée n'a pas de blindés et ne dispose que de très faibles forces d'aviation et d'artillerie.

### Fossé franco-germanique

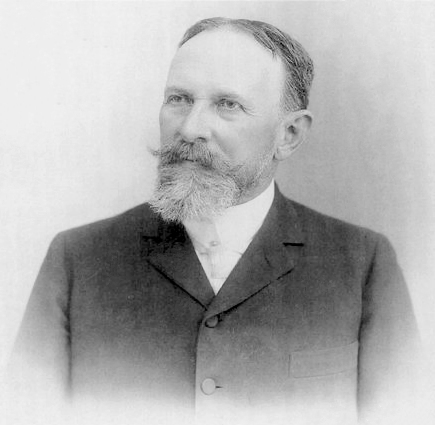
Portrait du poète Carl Spitteler

Pendant l'intégralité de la période du conflit, un fossé se creuse entre les Romands et les Alémaniques : alors que les premiers défendent les Alliés et dénoncent la « teutomanie » de leurs cousins, les seconds, par la voix d'un futur conseiller fédéral alémanique fustigent la « vieille infidélité des Romands ». La polémique se développe encore lorsque l'armée allemande envahit la Belgique neutre : la presse romande prend fait et cause pour les Alliés, alors que la presse alémanique approuve l'intervention allemande ; malgré les interventions successives du Conseil fédéral le 1er octobre 1914 et du poète Carl Spitteler le 14 décembre 1914, on commence alors à parler de Graben (« fossé » en allemand qui sera utilisé plus tard dans l'expression Röstigraben), alors que plusieurs crises politiques se déclenchent successivement sur ce thème.
La première crise vient du chef de l'armée, déjà suspecté d'être anti-romand et antisocialiste et qui a épousé une comtesse von Bismarck. Le 20 juillet 1915, il suggère dans une lettre au Conseil fédéral l'entrée en guerre du pays aux côtés de l'Allemagne ; cette lettre, révélée par la presse, cause un vif mécontentement en Suisse romande.
En 1915 toujours, Léon Froidevaux, rédacteur du Petit Jurassien de Moutier, écrit que le Jura bernois est « l'Alsace-Lorraine des Bernois » ; en réaction, la parution du journal est suspendue pour deux mois. Quelques mois plus tard, Froidevaux réitère en révélant que les cartouches avaient été retirées aux soldats cantonnés à la frontière du Jura. Il est alors accusé de trahison et condamné à 13 mois de prison.
En décembre 1915 éclate l'affaire des colonels : le général Wille et le Conseil fédéral apprennent que les colonels Friedrich Moritz von Wattenwyl et Karl Egli, tous deux membres de l'état-major général, transmettent aux Allemands et aux Austro-hongrois des documents confidentiels. Le 11 janvier 1916, le Conseil fédéral ordonne une enquête administrative suivie d'une procédure judiciaire : les deux accusés sont reconnus non coupables pénalement le 28 février et renvoyés à l'armée pour une éventuelle mesure disciplinaire. Wille, qui espérait faire passer l'affaire sous silence et qui s'était opposé à leur condamnation, nuisible selon lui à l'image de l'armée, les condamne à vingt jours d'arrêt de rigueur seulement.
Le 27 janvier 1916, le consulat d'Allemagne à Lausanne arbore son drapeau pour célébrer l'anniversaire de l'empereur ; cela entraîne des manifestations de jeunes gens qui arrachent le drapeau, provoquant ainsi un incident diplomatique qui se conclut par des excuses présentées au consul par le gouvernement vaudois, à l'ambassadeur d'Allemagne par le Conseil fédéral et au gouvernement impérial par l'ambassadeur de Suisse.

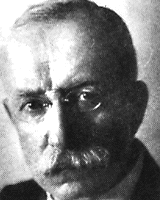
Portrait du conseiller fédéral Arthur Hoffmann

En mai 1917, le conseiller socialiste bernois Robert Grimm tente d'obtenir de la Russie la conclusion d'une paix séparée avec l'Allemagne. Il est soutenu dans son entreprise par le conseiller fédéral Arthur Hoffmann, chef du Département politique, qui agit sans le consentement de ses collègues. Le 18 juin 1917 éclate l'affaire Grimm-Hoffmann lorsqu'un télégramme échangé entre les deux hommes est intercepté et déchiffré par l'armée française puis rendu public par le ministre Albert Thomas. Grimm est expulsé de Russie et le 19 juin 1917, Hoffmann démissionne sous les critiques des Alliés, qui voient cette initiative unilatérale comme une entorse à la neutralité du pays, et devant des manifestations populaires qui se déroulent en Suisse romande et au Tessin.
Enfin, en 1917 toujours, le journaliste et conseiller socialiste neuchâtelois Paul Graber décrit dans un article les actes de maltraitance dont aurait été victime un soldat suisse de la part de ses officiers lors d'une marche. Condamné à huit jours de prison à La Chaux-de-Fonds, il est soutenu par son collègue Jules Humbert-Droz qui organise une manifestation visant à le faire libérer. La manifestation est stoppée par les militaires et Humbert-Droz condamné à trois mois de prison pour injures à l'armée.

### Conséquences économiques et sociales de la guerre
La guerre économique menée par les belligérants touche de plein fouet la Suisse, totalement entourée par des pays en guerre pour la première fois depuis 1815. Les deux côtés acceptent toutefois, après négociations, de continuer leurs livraisons en matières premières, pour autant que ces matériaux ne soient sous aucune forme revendus aux adversaires. Les Alliés, qui limitent volontairement leurs livraisons aux seules nécessités liées à la consommation suisse, exigent la mise en place d'une agence centrale d'achats chargée de surveiller l'utilisation des produits ; cela est fait le 6 août 1915, lorsque la Société suisse de surveillance économique est créée, suivie par l'Office fiduciaire suisse pour le contrôle du trafic des marchandises. Outre les problèmes diplomatiques, le volume des importations est également affecté par la perturbation des transports et l'amoindrissement des capacités de livraison des fournisseurs.
Le coût important de la mobilisation suisse se reporte rapidement sur la population : alors que la dette extérieure du pays triple entre 1913 et 1925 en Suisse, la Confédération doit introduire, pour la première fois, un impôt fédéral direct en 1915, les produits des taxes douanières ne suffisant plus à couvrir les dépenses publiques.
Ces deux facteurs vont provoquer un accroissement sensible de l'inflation : le renchérissement des produits de base (alimentation, vêtements et combustibles en particulier) est bien plus important que l'augmentation des salaires, provoquant une perte de près de 30 % du pouvoir d'achat des ouvriers, suivant un indice du coût de la vie qui passe de 100 à 250 points entre 1914 et 1919. De plus, les soldats qui effectuent en moyenne 500 jours de service pendant la durée de la guerre, ne perçoivent que leur solde quotidienne et pas d'indemnités de salaire, augmentant ainsi la paupérisation de la population.
Bien qu'un « bureau des céréales » (par la suite renommé en « Office du pain ») soit créé dès 1914 et que le monopole des blés soit introduit en janvier 1915 à la demande de la gauche, le gouvernement ne décrète un plan fédéral de rationnement des denrées alimentaires qu'à l'automne 1917. Cette décision est prise en parallèle avec la création d'un Office fédéral de l'alimentation chargé de subvenir aux demandes de la population dans le besoin : on décompte en 1918 officiellement 692 000 personnes (soit un sixième de la population) incapables de subvenir financièrement à leurs besoins.

### Traité de Versailles et Vorarlberg

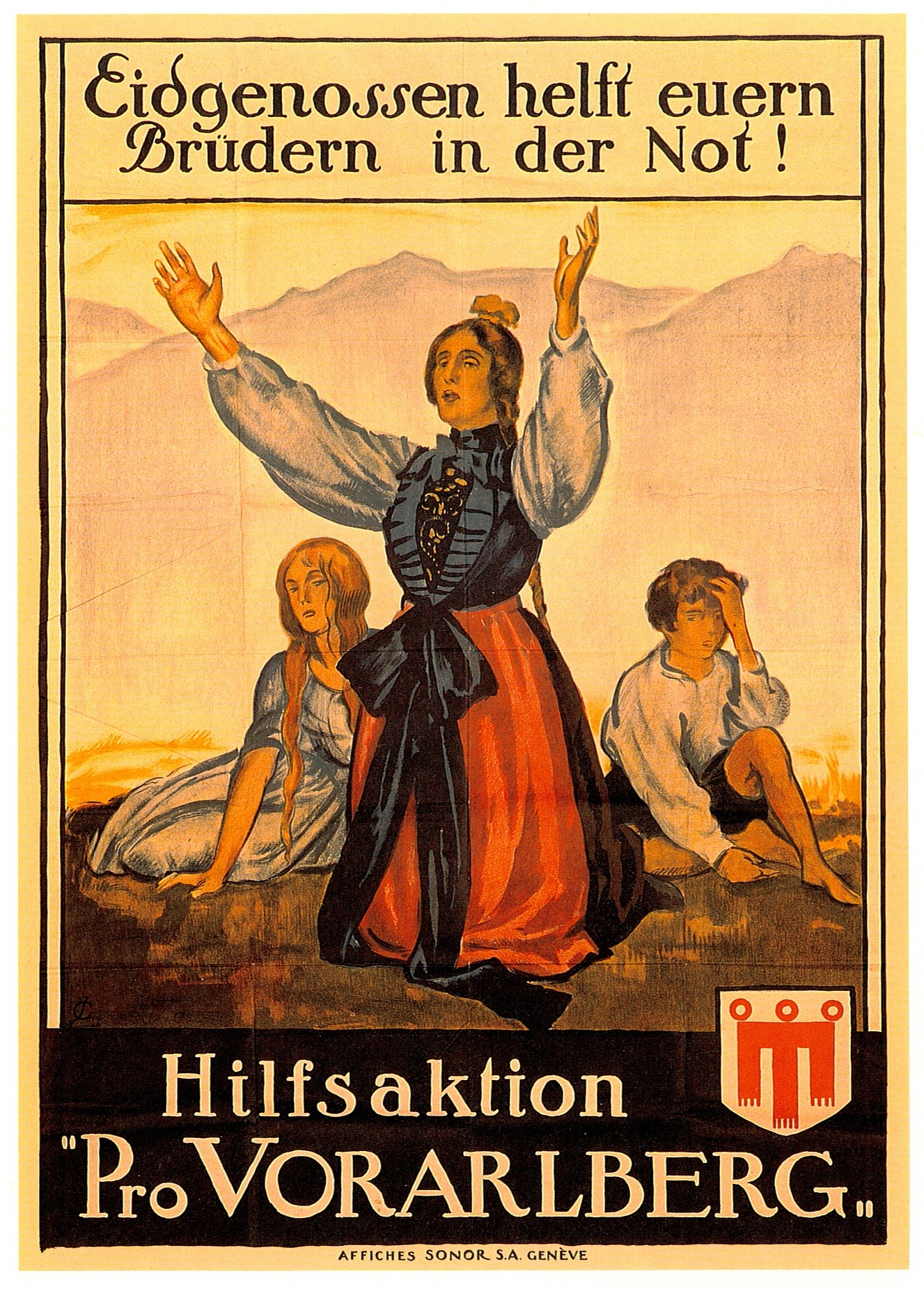
Affiche de propagande en faveur de la réunion du Vorarlberg avec la Suisse réalisée par Jules Courvoisier.

Lorsque les Allemands et les Alliés signent le traité de Versailles le 28 juin 1919, ils confirment la neutralité de la Suisse qui, de son côté, renonce formellement à son droit (jamais exercé) d'occupation de la Savoie du Nord qui lui avait été accordée sur la demande du royaume de Sardaigne en 1815. En revanche, le traité ne se prononce pas sur le problème des zones franches, et en particulier sur celle accordée par Napoléon III en Haute-Savoie et dans le pays de Gex ; ce point ne sera finalement réglé que le 30 octobre 1924, à la suite d'une médiation menée par la Cour permanente de justice internationale.
À la suite de l'effondrement de l'empire des Habsbourg, plusieurs régions limitrophes de la toute nouvelle Autriche cherchent à s'intégrer à leurs voisins. Ainsi, dans un plébiscite voté le 11 mai 1919, 82 % des habitants du Vorarlberg approuvent une déclaration d'indépendance unilatérale couplée à une demande de rattachement à la Suisse. Alors que les opinions romande et protestante s'opposent à cette demande qui, selon eux, remettrait en cause l'équilibre confédéral, d'autres avis se font entendre, en particulier celui du colonel Fernand Feyler, rédacteur en chef de la Revue militaire suisse, qui se prononce pour le rattachement du Vorarlberg à la Suisse et pour la séparation du territoire de l'ancien diocèse de Bâle du canton de Berne.
Sans tenir compte du vote populaire, les alliés victorieux attribuent toutefois le Vorarlberg à l'Autriche par le traité de Saint-Germain. Dans la même région, les rapports entre la Suisse et le Liechtenstein sont réglés grâce à une convention bilatérale signée le 29 mars 1923 qui officialise l'union douanière entre les deux pays.

## Grève générale de 1918

### Comité d'Olten

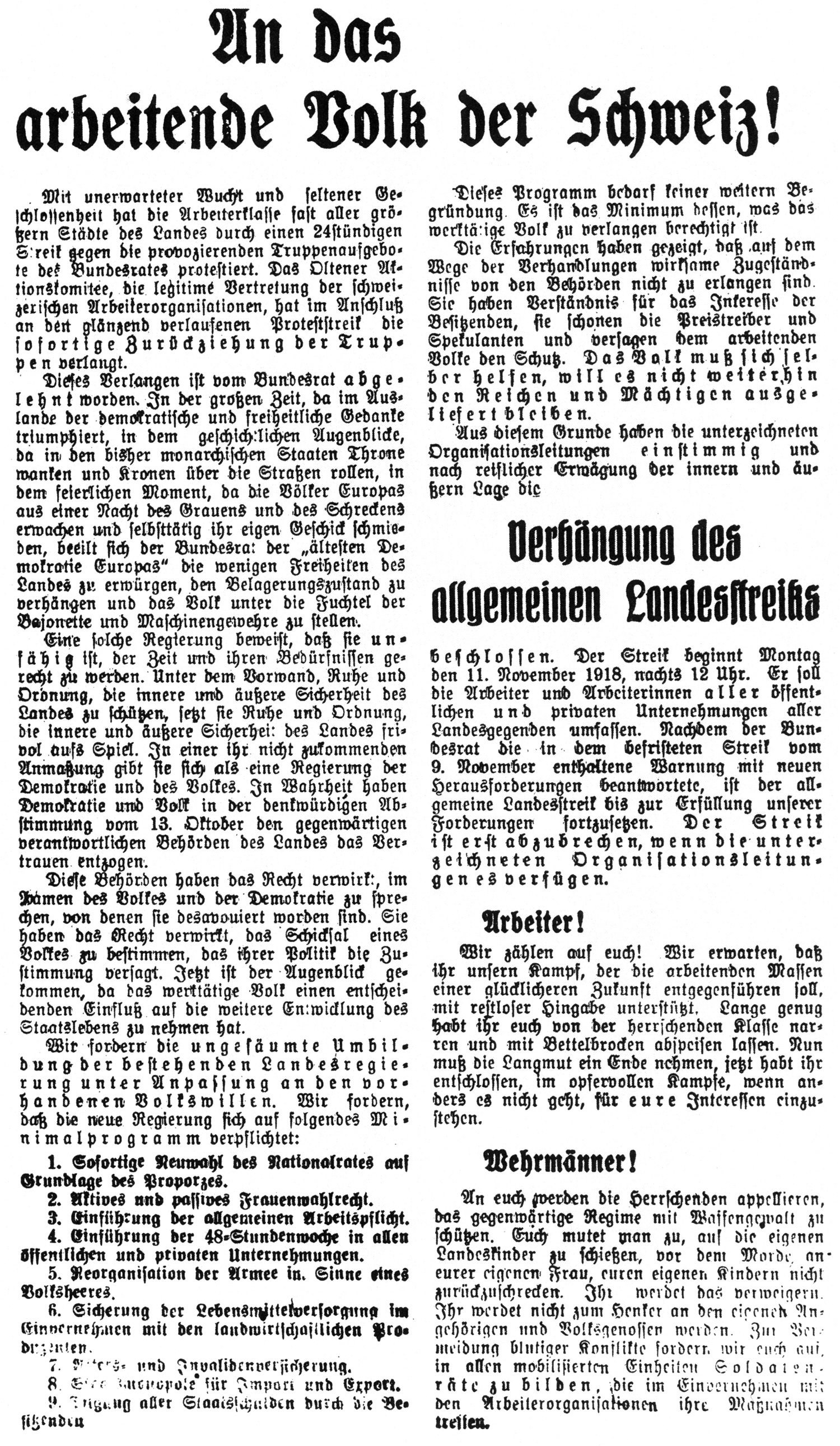
Affiche reprenant le texte de l'Appel du Comité d'Olten

Alors que les élus du Parti socialiste suisse avaient, à l'instar de leurs collègues, voté les pleins pouvoirs au Conseil fédéral lors du déclenchement de la guerre, l'important mécontentement au sein de la population devant la dégradation de la situation sociale et économique pousse le parti ainsi que l'Union syndicale suisse à durcir progressivement le ton.
Après une conférence helvético-italienne tenue à Lugano, le parti organise deux conférences internationales, du 5 au 8 septembre 1915 à Zimmerwald puis du 24 au 30 avril 1916 à Kienthal, dans lesquelles Lénine et ses amis politiques présentent leurs projets de guerre civile et parviennent à convaincre une partie des militants. Le 17 novembre 1917, une fête spontanée, organisée par les jeunesses socialistes ainsi que par des anarchistes pour fêter la révolution d'Octobre en Russie, se transforme en émeute lorsque les manifestations, désavouée par les cadres du parti, dégénèrent et se soldent par la mort de trois manifestants et d'un policier<.
Le 4 février 1918 à Olten, l'ensemble des dirigeants de la gauche, incluant les conseillers nationaux socialistes, des syndicalistes et des journalistes, se réunissent à l'initiative de Robert Grimm. Ils élisent un comité de sept membres, appelé le Comité d'Olten, que ses adversaires politiques décrivent comme étant un « soviet », ou un « contre-Conseil fédéral ». Dès avril 1918, le Comité d'Olten adresse plusieurs revendications au Conseil fédéral contre la hausse des prix, tout en brandissant des menaces de grèves ; le gouvernement cède partiellement, admettant la justesse de ces revendications. Toujours pendant l'année 1918, le comité s'oppose à l'institution d'un service civil obligatoire, qui oblige toutes les personnes de 16 à 60 ans domiciliées en Suisse à des travaux d'intérêt général contre rétribution, ainsi qu'à l'autorisation donnée aux polices cantonales de surveiller tout rassemblement public. À nouveau, le comité obtient gain de cause devant le Conseil fédéral.
Pendant l'été 1918, des rumeurs font état d'un « complot » ourdi par les représentants du gouvernement révolutionnaire russe, semblable à la montée du mouvement ouvrier observée à la même période en Allemagne et en Autriche. Lorsque les employés de banque zurichois se mettent en grève le 30 septembre 1918 pour demander une augmentation de salaire, plusieurs personnalités bourgeoises locales dont le général Wille voient là une répétition générale de la révolution à venir et demandent l'envoi de troupes. Le Conseil fédéral approuve cette demande le 7 novembre et envoie des soldats occuper militairement les villes de Zurich et Berne. Cette mobilisation de l'armée provoque l'indignation des organisations ouvrières : le Comité d'Olten appelle à une grève de protestation qui se déroule dans le calme dans dix-neuf centres industriels le 9 novembre 1918.
Toutefois, le dimanche 10 novembre, des affrontements se déroulent entre manifestants et militaires sur la place de la Fraumünster de Zurich. Ces échauffourées provoquent une réaction du Comité d'Olten qui appelle à une grève générale illimitée dès le 12 novembre dans l'ensemble du pays. Le lendemain, jour de la signature de l'armistice, le travail reprend normalement dans l'ensemble du pays à l'exception de Zurich ; dans le but de préparer la grève du lendemain, le Comité d'Olten fait paraître un programme de revendications politiques en neuf points, connu sous le nom d'« Appel du Comité d'Olten ».

### 12, 13 et 14 novembre 1918

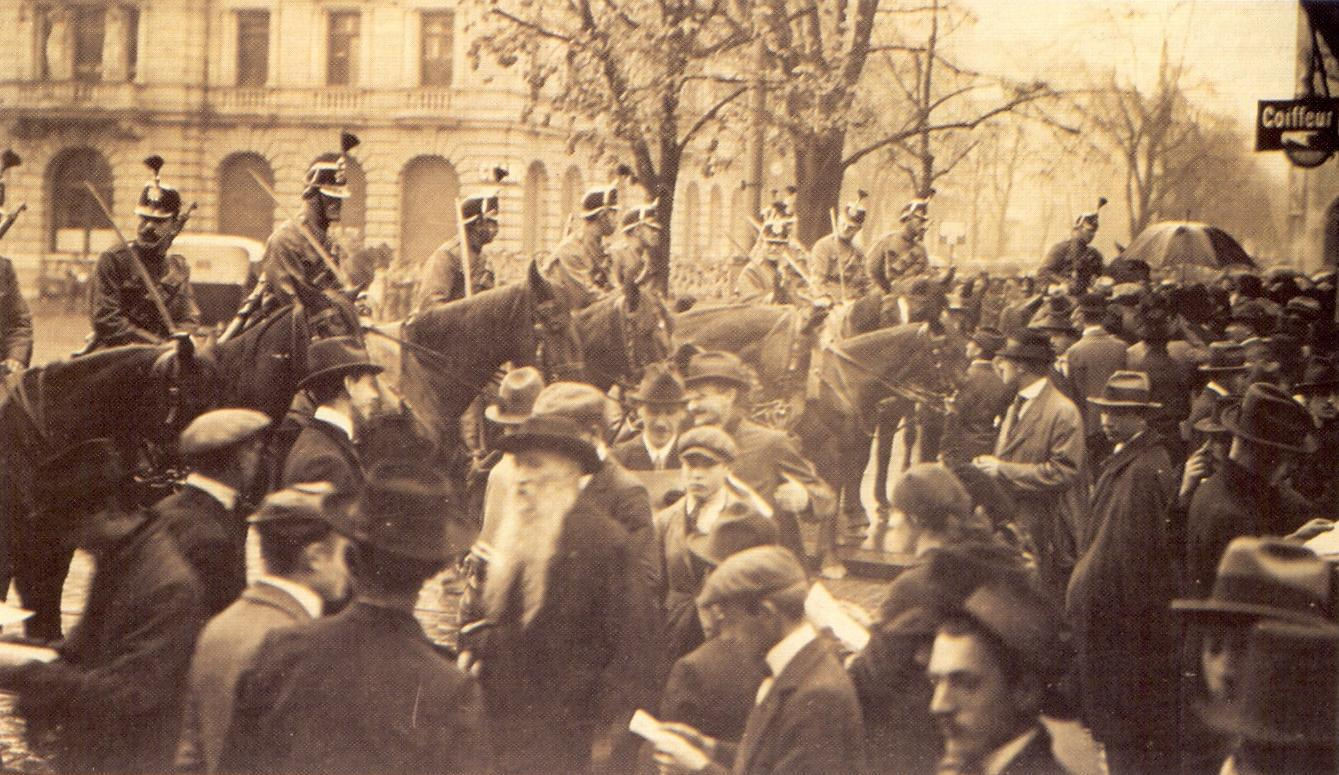
Grève du 12 novembre 1918 à Zurich

La grève, déclenchée comme prévu le 12 novembre 1918 au matin, est suivie par 400 000 ouvriers dont 300 000 cheminots qui arrêtent les trains. Les grévistes se regroupent principalement dans la partie alémanique du plateau suisse, mais également dans les villes romandes de Genève et Lausanne où les célébrations de l'armistice éclipsent toutefois la grève. Partout, la grève se déroule dans le calme, grâce en particulier aux mesures prises par les organisations ouvrières, comme la prohibition de l'alcool.
De son côté, le Conseil fédéral quitte le Palais fédéral pour se réunir à l'hôtel Bellevue de Berne où se trouve également l'état-major de l'armée. Progressivement, les nouvelles du pays arrivent : les trains sont totalement bloqués, de même que les tramways à Genève. À Moutier, l'alimentation électrique des usines est brièvement coupée. À 11 heures du matin, l'Assemblée fédérale, dont 60 parlementaires n'ont pu rejoindre Berne, se réunit pour écouter le discours du président Felix-Louis Calonder. En parallèle, les services essentiels sont assurés par des « briseurs de grève » tels que des étudiants ou des membres de milices bourgeoises.
Le 13 novembre 1918, le conseiller national et président du Comité d'Olten Robert Grimm dépose une motion, rejetée par 120 voix contre 14, qui demande la recomposition d'un Conseil fédéral à majorité de gauche et la réélection du Conseil national à la proportionnelle. Dans le même temps, une manifestation demandant la libération de quelques manifestants arrêtés la veille se déroule à Soleure ; les soldats reçoivent l'ordre de tirer pour disperser les manifestants : une personne est blessée. Le Conseil fédéral, toujours réuni, exige une capitulation de la part du Comité d'Olten qui doit mettre fin à la grève générale en publiant une déclaration écrite « avant 5 heures de l'après-midi » ; la réponse de Robert Grimm est claire : « C'est tout réfléchi. La classe ouvrière triomphera ou mourra en combattant ».
Cependant, le comité d'Olten réuni dans la nuit et sévèrement encadré par les troupes du général Wille, qui pour l'occasion a ramené à Zurich des unités de régions paysannes, vote la fin de la grève. Cette décision est annoncée officiellement au Conseil fédéral le 14 novembre 1918 à 2 heures du matin. Progressivement au cours de la journée, le mot d'ordre va passer dans les différents piquets de grève qui doivent se résoudre, parfois difficilement, à cesser leur mouvement. Bien que quelques victimes seulement ne soient à déplorer lors de ces trois jours, une terrible épidémie de grippe espagnole va frapper le pays, sa propagation étant encore accélérée par la mobilisation de plus de 100 000 soldats : plus de 20 000 personnes, dont 3 000 dans l'armée, seront victimes de la maladie.

### Conséquences de la grève

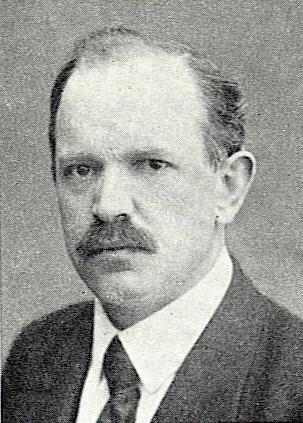
Portrait de Robert Grimm, président du Comité d'Olten

Les trois jours de grève générale ont plusieurs conséquences sur le plan juridique, avec la condamnation de plusieurs personnalités impliquées, sur le plan politique avec un changement de perception et un durcissement de la droite, et enfin sur le plan social avec l'acceptation de certaines des revendications.
Sur le plan juridique, 146 personnes sont condamnées à des peines allant de la prison ferme pour quatre des membres du Comité d'Olten — Robert Grimm, Friedrich Schneider, Fritz Platten ainsi qu'Ernst Nobs — à des amendes pour des cheminots ; ces peines sont prononcées par la justice militaire, principalement lors du procès qui a lieu du 12 mars au 9 avril 1919.
Sur le plan politique, la grève est présentée comme une tentative révolutionnaire par le mouvement anticommuniste, permettant ainsi à l'aile dure de la droite bourgeoise de se renforcer, en particulier avec la création de la Fédération patriotique suisse au détriment des réformistes radicaux. Ce n'est qu'une cinquantaine d'années après les évènements que des travaux historiques dénigreront la théorie de l'intention révolutionnaire du Comité d'Olten et son supposé soutien de la part de l'Union soviétique.
Sur le plan social enfin, quatre des neuf points présentés dans les revendications du Comité d'Olten vont être appliqués dans les années suivantes. Le premier point, demandant l'élection du Conseil national au scrutin proportionnel, avait déjà été accepté lors de la votation du 18 octobre 1918 ; la première application de cette décision a lieu en 1919 et voit une progression du nombre de parlementaires de gauche. Toujours en 1919, la semaine de 48 heures est introduite « dans toutes les entreprises publiques ou privées », comme le demande le point 4 des revendications. Les points 2 et 7, demandant respectivement le droit de vote et d'éligibilité des femmes et la création d'une assurance-vieillesse et survivants ne seront mis en place qu'en 1971 et 1947.
En plus de ces quatre points, les rapports entre syndicats et patronat évoluent, les premiers se trouvent plus facilement impliqués dans les processus de décision des entreprises. Cependant, malgré ces avancées sociales, la grève générale sera pendant longtemps considérée comme un échec, à la suite de la capitulation des dirigeants du mouvement.

## Entre-deux-guerres

### Nouvel équilibre politique

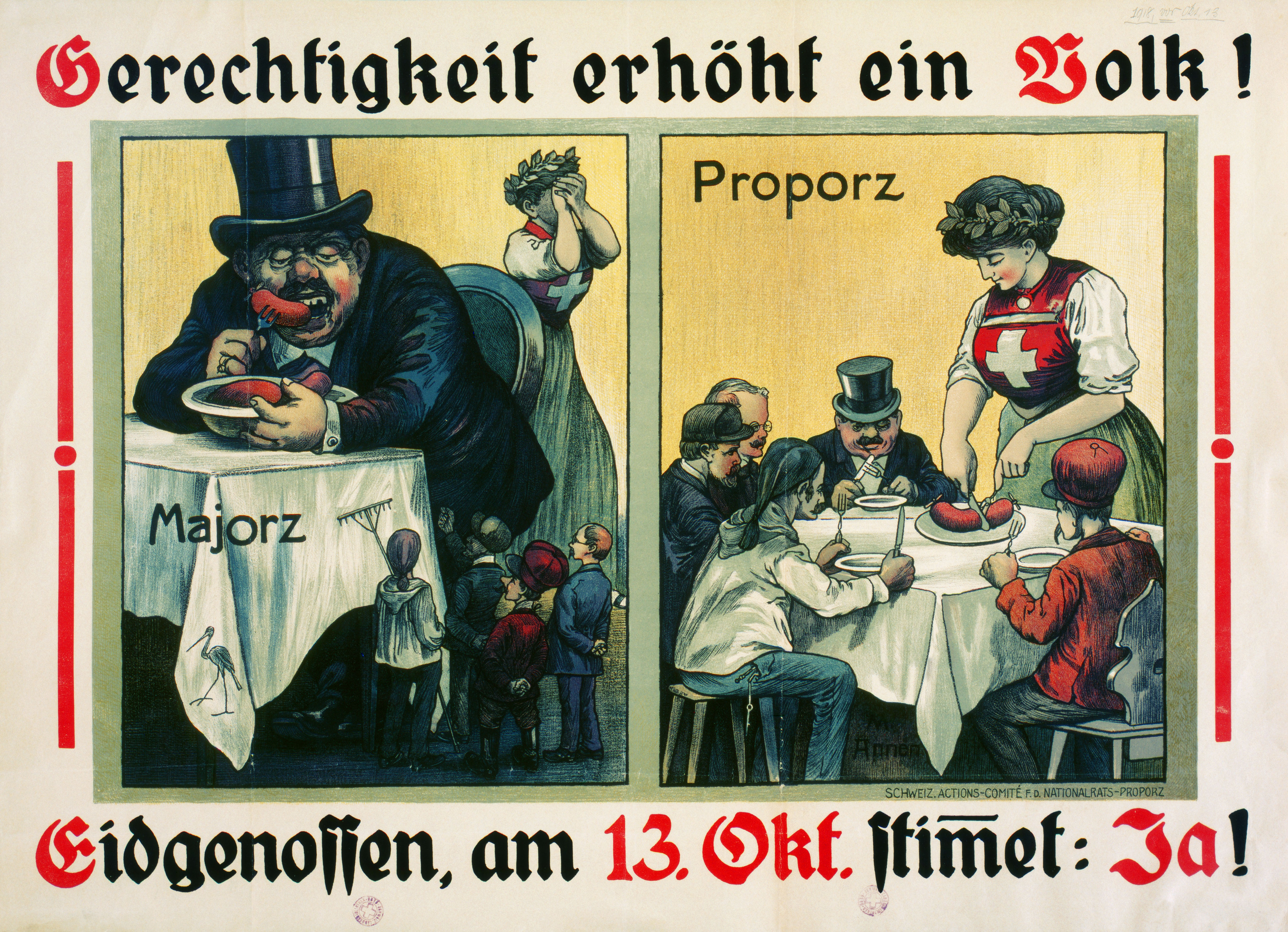
Caricature représentant la « majoritaire » contre la « proportionnelle »

À l'automne 1919, les premières élections du Conseil national à la représentation proportionnelle à la suite de l'acceptation, l'année précédente par le peuple d'une initiative populaire allant dans ce sens, sonnent la fin de la majorité des radicaux qui doivent, devant la progression des catholiques-conservateurs, accepter de leur laisser un second siège au Conseil fédéral ; le Fribourgeois Jean-Marie Musy, élu à ce deuxième siège, va mettre à l'épreuve la collégialité de l'exécutif par son attitude individualiste et par ses accrochages avec le ministre des Finances Edmund Schulthess. Dans le même temps, la branche la plus à droite du Parti radical quitte le parti pour former le Parti des paysans, artisans et bourgeois, qui, soixante ans plus tard, formera la base de l'Union démocratique du centre ; ce nouveau parti obtient à son tour, le 12 décembre 1929, un siège au Conseil fédéral en la personne de Rudolf Minger.
Lors des élections de 1919, les socialistes font partie des grands gagnants en remportant 22 sièges, passant ainsi de 19 à 41 représentants. Malgré cette victoire, les dissensions au sein du parti sont nombreuses ; elles aboutissent le 6 mars 1921 à la scission d'une partie de la gauche du parti qui fonde, avec le mouvement des « vieux communistes », le Parti communiste suisse qui adhère à l'Internationale communiste et reprend les thèses bolchéviques.
À l'autre bout de l'échiquier politique, dans la période qui suit immédiatement la Première Guerre mondiale, plusieurs milices bourgeoises se constituent et se regroupent pour la plupart au sein de la Fédération patriotique suisse, mais également dans des formations plus réduites, telles que « Ordre et tradition », créée à Lausanne en 1919, ou l'« Alliance suisse » créée en 1921. À l'orée des années 1930, ces différents groupes vont donner naissance à différents « fronts » d'extrême droite, dont les principaux représentants seront l'Union nationale à Genève et le Front national à Zurich.

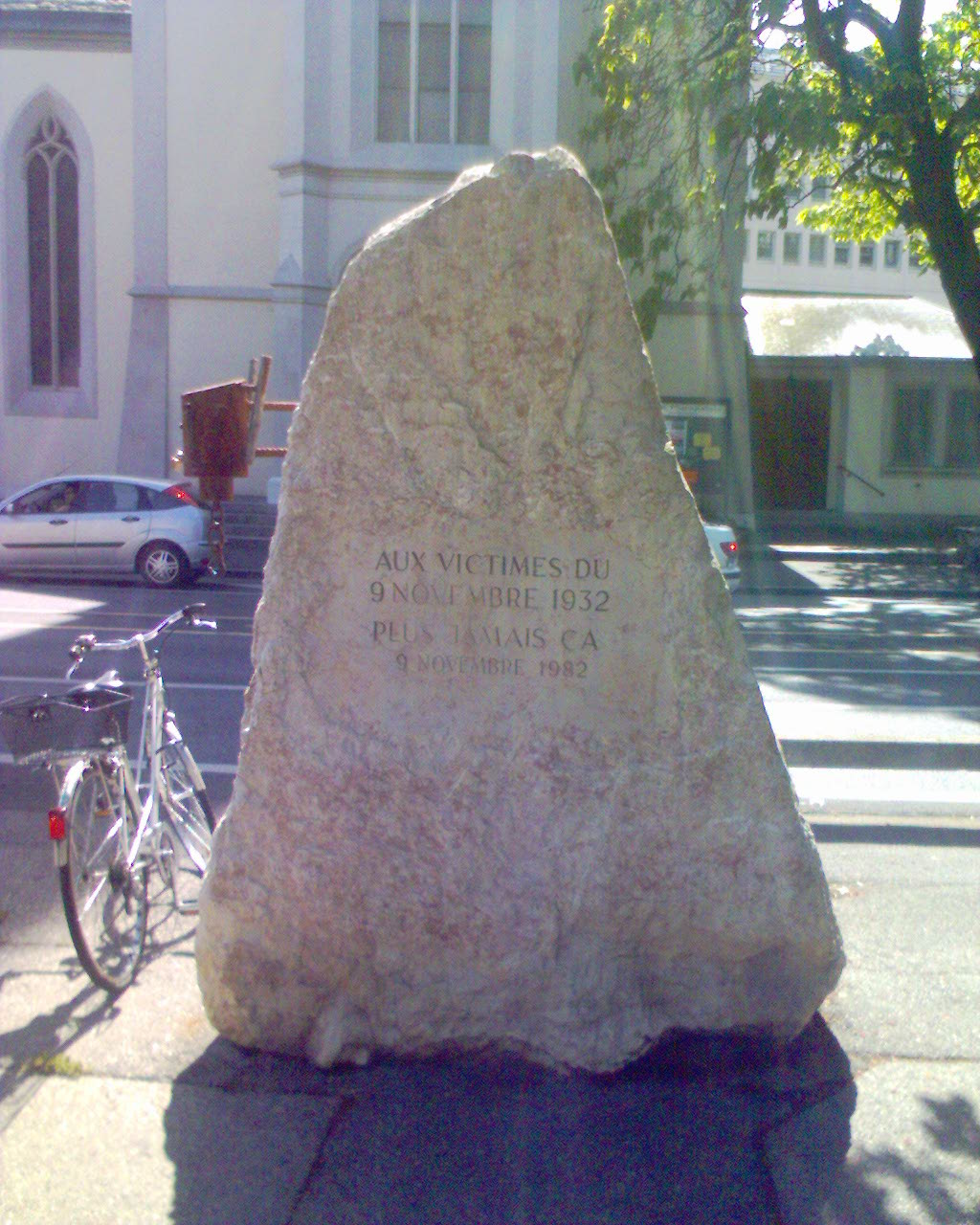
Monument érigé en mémoire de la fusillade du 9 novembre à Genève

À Genève, le journaliste et écrivain Georges Oltramare, chef de l'Union nationale et rédacteur en chef du journal anti-communiste et antisémite Le Pilori va faire parler de lui en 1932 lorsqu'une contre-manifestation de la gauche est organisée pour empêcher une réunion de son mouvement. La troupe, appelée en renfort par le gouvernement et peu habituée à ce genre de situations, fait feu, tuant 13 personnes. À la suite de cette fusillade et au procès intenté contre les leaders de la gauche, le Parti socialiste genevois, dirigé par Léon Nicole, remporte les élections cantonales et prend la majorité au gouvernement cantonal l'année suivante.
De fait, les différentes organisations d'extrême droite n'obtiennent que peu de résultats sur le plan électoral, malgré une montée en puissance à partir de 1933. Dès 1935 en effet, les mouvements s'essoufflent pour plusieurs raisons, parmi lesquelles la multiplicité des groupes, la rivalité de leurs responsables ainsi que la nature fédéraliste du pays. Plusieurs sympathisants rejoindront les partis bourgeois dès 1936, ne laissant que quelques formations marginales occuper le terrain, dont l'Alliance des Indépendants fondée par Gottlieb Duttweiler cette année-là. Les victoires nazies dans l'Europe de 1940 leur permettront toutefois de ressusciter jusqu'à la fin de la guerre et la victoire des démocrates.
Pendant la période allant de 1919 à 1939, plusieurs initiatives populaires sont refusées en votation : il s'agit en particulier des deux « Lex Häberlin », du nom du conseiller fédéral Heinrich Häberlin, qui veulent respectivement renforcer le Code pénal en punissant les délits contre l'ordre public (rejetée par 55,4 % des votants le 24 septembre 1922) et mieux protéger l'ordre public menacé par les mouvements d'extrême gauche et par les frontistes (rejetée par 53,8 % des votants le 11 mars 1934). Une autre initiative, lancée conjointement par l'extrême droite et par le mouvement corporatiste et présentée comme une révision de la constitution, vise en fait à remplacer la démocratie libérale par un régime corporatiste antidémocratique ; elle est rejetée par 72,3 % des votants avec un taux de participation de plus de 60 %. De son côté, le Conseil fédéral fait, tout au long des années 1930, qualifier d'urgent ses arrêtés potentiellement controversés ; cette manœuvre permet aux textes d'échapper au référendum selon l'article 89 de la Constitution fédérale et sera combattue par plusieurs initiatives populaires dont l'initiative populaire « Retour à la démocratie directe », acceptée par le peuple le 11 septembre 1949.

### Politique étrangère de la Suisse

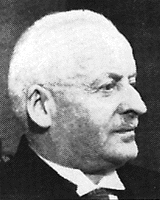
Portrait du conseiller fédéral Giuseppe Motta

En politique étrangère suisse, la période qui s'étend entre les deux guerres mondiales est parfois appelée « ère Motta » en référence au conseiller fédéral Giuseppe Motta qui est, de 1920 à sa mort en 1940, le chef du Département fédéral des affaires étrangères (alors appelé « Département politique »). Pendant cette période, l'activité du pays dans ce domaine est centrée sur la question de l'adhésion à la Société des Nations ainsi qu'à ses rapports diplomatiques avec l'Allemagne, l'Italie et l'Union soviétique.
Si la proposition américaine de créer une Société des Nations est acceptée lors de la Conférence de Paris, c'est le 28 avril 1919 qu'est signé le pacte qui officialise la ville de Genève comme siège de l'organisation, suivant en cela une proposition faite par une délégation conduite par le conseiller fédéral Felix-Louis Calonder en mars 1919. La question suivante est celle de l'adhésion du pays à cette organisation ; un message dans ce sens, envoyé par le Conseil fédéral le 4 août 1919 et approuvé par l'Assemblée fédérale le 21 novembre 1919, s'inquiète de savoir si une adhésion est compatible avec le principe de neutralité. Cette inquiétude est levée par la publication de la déclaration de Londres du 13 février 1920 qui octroie à la Suisse un statut de « neutralité différentielle », par opposition à la « neutralité intégrale », lui permettant de n'appliquer que d'éventuelles sanctions économiques et non militaires. C'est finalement le peuple suisse qui se prononce et accepte l'adhésion du pays à la Société des Nations le 16 mai 1920 par 56,3 % des votants et 10 cantons et trois demi-cantons, permettant ainsi à Giuseppe Motta d'ouvrir la première assemblée générale de l'organisation le 15 novembre 1920.

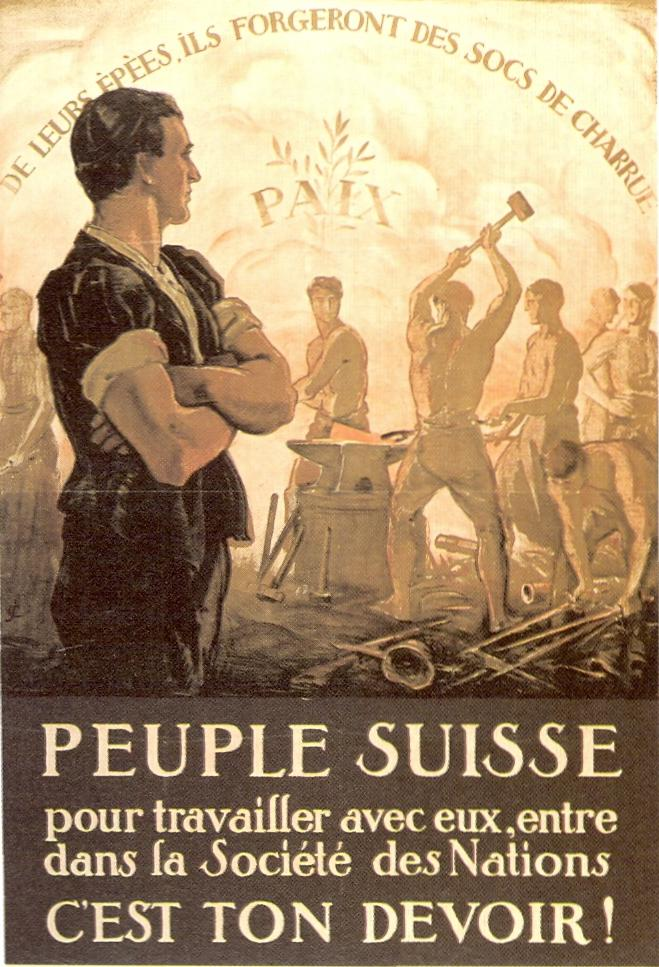
Campagne d'affichage en faveur de la SdN à Genève en 1920

Le 5 octobre 1925 s'ouvre, toujours sous l'impulsion du conseiller fédéral Motta, la conférence de Locarno qui regroupe la plupart des puissances européennes et où un rapprochement entre la France et l'Allemagne permet à ce dernier pays, devenu une république, d'être admise à la Société des Nations. Par la suite, les retraits du Japon et de l'Allemagne en 1933 ainsi que le vote des sanctions contre l'Italie en 1935 vont considérablement affaiblir le pouvoir de la Société des Nations. Après l'Anschluss autrichien, le Conseil fédéral va demander officiellement aux membres de l'organisation de pouvoir renoncer à la neutralité différentielle pour revenir à la neutralité intégrale. Cette demande est acceptée le 14 mai 1938 puis confirmée par les pays voisins de la Suisse qui ne font plus partie de la Société des Nations.
L'une des questions clé de cette période concerne la reconnaissance de l'Union soviétique. Si un accord est bien signé entre les deux pays en 1927 à Berlin, la population suisse, et principalement suisse romande, reste fortement opposée à tout rapprochement ; cette pression de l'opinion publique va pousser le Conseil fédéral à se prononcer contre l'adhésion de l'Union soviétique à la Société des Nations en 1934. À l'inverse, les relations avec l'Italie et l'Allemagne sont cordiales ; la Suisse ne participe par exemple que symboliquement aux sanctions prises par la Société des Nations contre l'Italie lors de la seconde guerre italo-éthiopienne et est le premier pays neutre à reconnaître, en décembre 1936, l'Empire colonial italien en Afrique. De même, les relations avec le Troisième Reich, principal partenaire commercial de la Suisse, sont bonnes : le conseiller fédéral Edmund Schulthess rencontre par exemple le chancelier Adolf Hitler le 23 février 1937, ce dernier confirmant alors la neutralité de la Suisse lorsque le ministre lui souligne certaines convergences, telles que l'anticommunisme, entre les deux pays. Deux ans plus tôt la diplomatie suisse était parvenue à faire libérer le journaliste Berthold Jacob enlevé à Bâle par la Gestapo.
Dès le 26 mars 1934, le Conseil fédéral, sur demande du nouveau gouvernement allemand, restreint la liberté de la presse avant d'en confier le contrôle complet à l'armée lors de la déclaration de guerre en 1939, puis de le reprendre le 1er février 1942. Pendant cette période, bien que la censure ne soit pas totale, elle provoque, par les contrôles et les sanctions liées, une modération de la presse d'opinion.

### Crises économiques et paix du travail

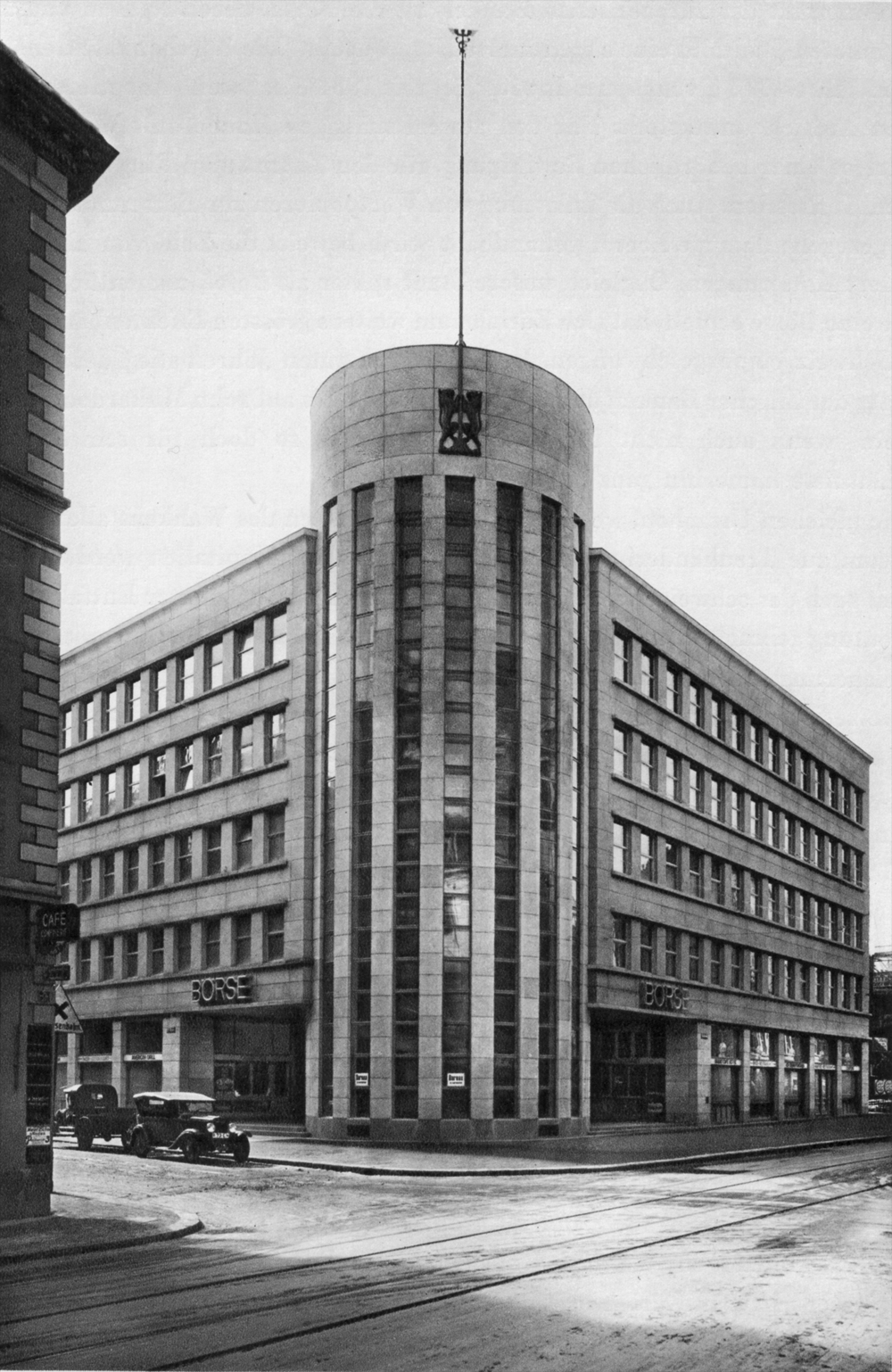
Le bâtiment de la bourse de Zurich construit en 1930

La période entre les deux guerres mondiales est marquée par plusieurs crises économiques, vécues et traitées différemment en Suisse selon les périodes. La première de ces crises a lieu entre 1921 et 1922, lorsque plus de 130 000 personnes se retrouvent au chômage. Pour combattre cette crise, le conseiller fédéral Edmund Schulthess propose de rallonger la semaine de travail à 54 heures contre les 48 heures en vigueur depuis le 22 juin 1919 ; cette loi, baptisée « lex Schulthess », est rejetée par 57,6 % des votants le 17 février 1924. La même année, l'Assemblée fédérale accepte une loi créant une assurance chômage optionnelle dont les primes sont réglées pour moitié par les salariés et pour moitié par les employeurs.
Pendant les années 1920, la Suisse a adhéré et est restée fidèle au système monétaire de l'étalon-or, même après que la plupart des pays industrialisés y ont renoncé à la suite de la crise économique mondiale. En conséquence, le volume et la valeur des exportations chutent de moitié au début des années 1930 sans provoquer de réaction politique importante dans la première moitié de la décennie, les autorités privilégiant l'importance de la place financière ainsi que les théories en faveur d'une monnaie nationale forte. Ce n'est qu'en septembre 1936 que le franc suisse est dévalué de 30 %.
Le krach boursier de New York qui survient entre le 24 et le 29 octobre 1929 affecte également la Suisse, mais avec plusieurs années de retard. Si l'industrie d'exportation est touchée rapidement à la suite des mesures protectionnistes prises par les pays voisins, la conjoncture reste positive dans le pays, grâce en particulier à la construction et aux grands travaux de génie civil, avant de s'effondrer en 1931 pour atteindre son plus bas l'année suivante et de se prolonger jusqu'en 1936 ; les secteurs les plus touchés sont l'industrie textile (qui ne s'en relèvera pas), la banque et le tourisme. En 1934 la loi sur les banques est adoptée. Outre des exigences plus sévères visant à protéger les épargnants, elle instaure le secret bancaire qui restera un sujet polémique jusqu'à aujourd'hui.
Dès juin 1936 et l'approbation par l'Assemblée fédérale d'un programme d'armement extraordinaire d'un montant de 235 millions de francs couvert par un emprunt rémunéré à 3 %, la conjoncture repart à la hausse, favorisant la multiplication des contacts entre les patrons et les syndicats qui signent, dans différentes branches, des conventions collectives. Celles-ci vont préparer la voie à la signature, le 19 juillet 1937, de la « Paix du travail » entre quatre syndicats ouvriers et deux associations patronales qui prévoit « d'élucider réciproquement, selon les règles de la bonne foi, les principaux différends et conflits éventuels, de chercher à résoudre ces derniers sur la base des dispositions de la présente convention et d'observer pendant toute sa durée une paix intégrale » et qui interdit explicitement la grève et le lock-out. Cette paix du travail, qui ne concerne tout d'abord que la branche métallurgique de l'industrie de l'horlogerie, va progressivement s'étendre sur le même modèle à toutes les branches de l'économie et va inclure l'État qui devient le garant de la bonne application des décisions.

## Seconde Guerre mondiale

### Préparation et mobilisation

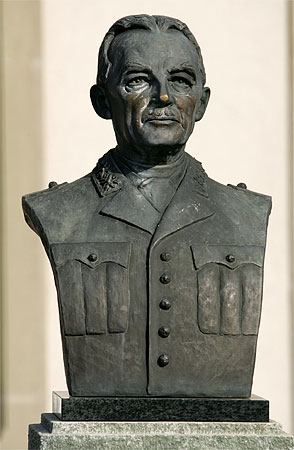
Buste du général Henri Guisan à Avenches

En 1927, le Parlement décide de geler les dépenses militaires, en particulier les travaux entrepris dans les différents forts du pays, avant de revenir sur sa décision deux ans plus tard, octroyant à l'armée un budget total de 800 millions de francs entre 1935 et 1939 en Suisse. À cette date cependant, le pays ne dispose que de 30 chars. Le bureau des fortifications, qui avait été dissous en 1921, est réactivé dès 1935 et lance dès l'année suivante plusieurs travaux de réalisation de fortins et de renforcements de terrain dans le nord du pays. En parallèle, une nouvelle organisation militaire augmente la durée de l'école de recrues de 67 à 90 jours en 1935 puis à 118 en 1939.
Ces réformes sont possibles grâce au ralliement du Parti socialiste au programme de défense nationale devant le risque de conflit avec les pays voisins à tendance fasciste, ce qui a pour effet de faire largement tomber la tension politique intérieure ; couplé au rétablissement des pleins pouvoirs accordés au Conseil fédéral dès le 30 août 1939 ainsi qu'à la relance économique largement provoquée par l'industrie militaire, il permet au pays d'opérer sur des bases plus fermes.
Dès le déclenchement de la Seconde Guerre mondiale confirmé, le Conseil fédéral élit le colonel vaudois Henri Guisan au titre de général de l'armée suisse avant d'adresser, comme de coutume, une déclaration officielle de neutralité aux puissances belligérantes. La mobilisation de l'armée s'effectue sans grande difficulté entre le 3 et le 5 septembre 1939, sans que les dirigeants militaires n'aient encore arrêté de plan opérationnel. Une ligne de défense est mise en place le long de la Limmat puis, devant le peu d'action sur le front germano-français, les effectifs mobilisés sont progressivement réduits afin de libérer des hommes pour l'agriculture et l'industrie.
Le général Guisan ouvre, dans les mois qui suivent, des négociations pour définir une coopération militaire avec la France dans le cas où l'Allemagne attaquerait la Suisse. Ce plan tombera entre les mains allemandes lors de la débâcle française de 1940 et sera par la suite utilisé par ces derniers comme moyen de pression.

### Réduit national et plan Wahlen

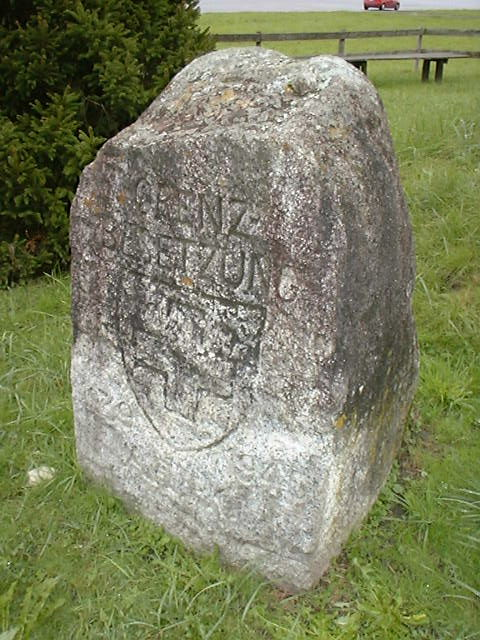
Borne frontière érigée pendant la Seconde Guerre mondiale symboliquement au centre exact du pays

Lorsque la drôle de guerre s'achève le 10 mai 1940, après le contournement de la ligne Maginot, avec l'invasion allemande des Pays-Bas, du Luxembourg et de la Belgique et l'armistice avec la France signé le 25 juin 1940, la Suisse se retrouve cernée par les forces de l'Axe. Une seconde mobilisation générale est ordonnée pour protéger la région du Jura entre Genève et Bâle. Pendant cette période, plusieurs incidents aériens provoquent la destruction de 11 avions allemands par l'aviation et la DCA suisse. À la mi-juin, les 43 000 hommes du 45e corps français qui tenaient la place de Belfort sont acculés contre la frontière suisse et internés ; ils seront rapatriés en janvier 1941.
Le 12 juillet 1940, le général Guisan écrit au chef du Département militaire fédéral pour lui faire part de ses décisions devant la situation : il préconise un échelonnement de la protection en profondeur, fondé sur trois niveaux de protection principaux ; le premier niveau consiste à maintenir des troupes aux frontières, le second niveau à barrer les axes de pénétration du pays alors que le dernier niveau, celui des troupes de position dans les Alpes, doit tenir « sans esprit de recul ». Il réintroduit là l'idée de réduit national, qu'il présente en particulier à ses officiers supérieurs réunis le 25 juillet 1940 lors du rapport du Grütli. Dès le début du mois d'août, un tournus est mis en place entre les troupes assurant une mobilisation de 120 000 hommes.
Le réduit national est centré sur le massif du Saint-Gothard contrôlant les cols ouvrant le passage entre le nord et le sud des Alpes. Il s'articule autour de trois éléments essentiels, à savoir les fortifications présentes dans le massif du Saint-Gothard, les forts de Saint-Maurice donnant accès à l'Italie par les cols du Grand-Saint-Bernard et du Simplon, et les fortifications de Sargans protégeant la route vers le massif du Saint-Gothard par la vallée du Rhin. Les différents accès au réduit national sont aussi protégés : le lac de Thoune, le lac des Quatre Cantons, le Jaunpass et le Pays-d'Enhaut au nord, le lac Majeur et Bellinzone au sud et les cols de la Furka et de Oberalp pour l'axe ouest-est.
Au sujet du rôle joué par ces fortifications pendant la guerre, le chef de l'état-major général écrit dans un rapport daté de 1945 : « Je suis persuadé qu'à partir de 1943, nos fortifications jouèrent dans les plans allemands un rôle appréciable et il est vraisemblable qu'elles ont contribué dans une certaine mesure à écarter une attaque de la Suisse ». Si le plan d'attaque conjointe de l'Allemagne et de l'Italie, baptisé « opération Tannenbaum », ne semble jamais avoir été envisagé très sérieusement par les autorités allemandes, Klaus Urner et Georges-André Chevallaz évoquent de réels projets allemands relatifs à une attaque de la Suisse. Klaus Urner cite un document allemand d'août 1940, précisant les difficultés d'une attaque liés au relief et aux fortifications des Alpes, alors que Georges-André Chevallaz fait mention d'un document allemand datant de mai 1941, parlant des « directives de l'État-major (allemand) pour les opérations contre la Suisse ».

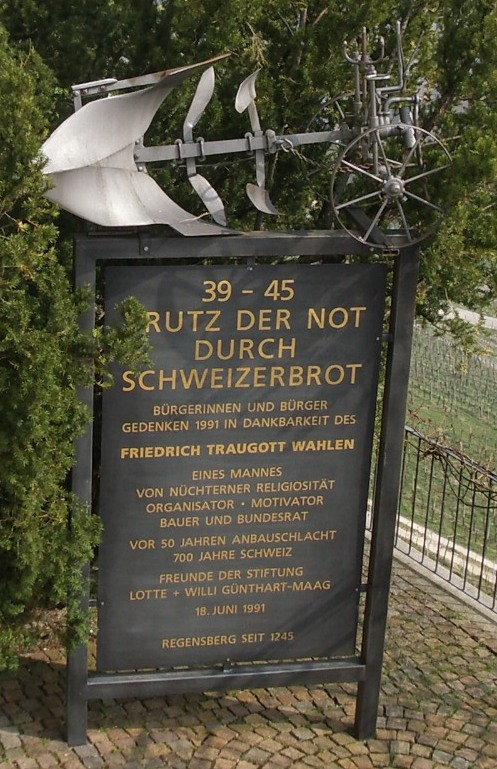
Monument à Regensberg en mémoire du plan Wahlen

Sur le plan économique et social, les autorités veillent à ne pas répéter les erreurs de la Première Guerre mondiale. Les bases juridiques de l'économie de guerre sont en place dès 1938 : le rationnement progressif des biens de consommation est mis en place en septembre de la même année, couplé avec la constitution de stocks de céréales et l'invitation faite aux citoyens de constituer des réserves pour deux mois, un régime d'indemnité pour perte de gain voit le jour en décembre. Malgré des mesures visant à contrôler les prix, la presse et les syndicats s'en prennent aux paysans qui sont accusés de s'enrichir grâce au marché noir alors que, dès 1940, on assiste à une pénurie de main-d'œuvre poussant certaines femmes à travailler, en particulier dans l'agriculture.
De toutes les initiatives prises par le gouvernement pour assurer une mobilisation économique et psychologique de l'intérieur du pays, c'est certainement le plan Wahlen qui tient un rôle primordial : du nom de l'agronome Friedrich Traugott Wahlen préposé à l'extension des cultures, ce plan d'extension des cultures et d'augmentation de la production agricole devait permettre au pays d'assurer son autarcie alimentaire durant la période de la guerre ; « On désempierra, on assainit, on draina ; on rasa tous les boqueteaux, les buissons et les taillis, quitte à priver le pays d'une grande partie de son charme » : les jardins potagers se multiplient dans les banlieues alors que les parcs publics et les terrains de sport sont plantés de pommes de terre.
Bien que le plan ait permis d'augmenter la surface cultivée de 183 000 à 352 000 hectares, il reste encore en deçà des 500 000 hectares initialement prévus. Le niveau d'auto-ravitaillement du pays passe de 52 % au début de la guerre à 59 % en 1945.

### Relations diplomatiques et économiques avec les puissances de l'Axe

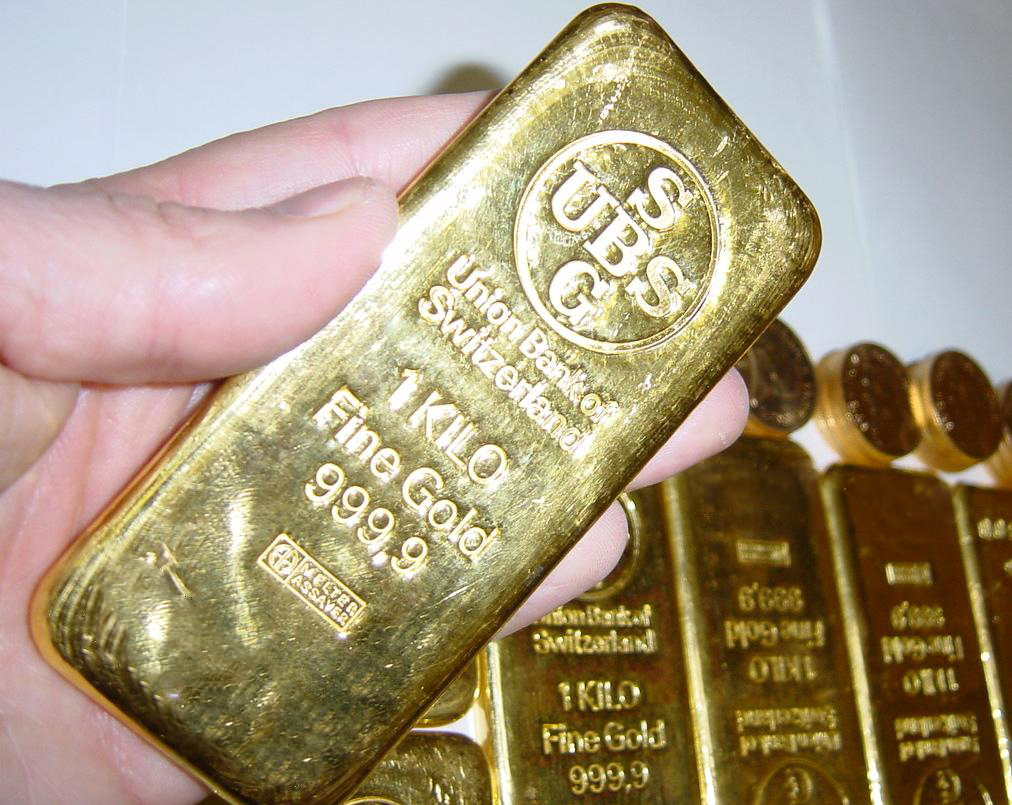
Un lingot d'or de l'Union de banques suisses

Dès le début de la guerre, l'économie de la Suisse s'aligne sur ses deux voisins de l'Axe qui absorbent les deux-tiers de son commerce extérieur, alors qu'un dixième seulement de ses échanges sont réalisés avec les Alliés et le reste avec les pays neutres. Plus significatif encore, 84 % des exportations d'armes et de munitions depuis la Suisse le sont en direction de l'Axe, contre 8 % seulement pour les Alliés.
Les relations diplomatiques entre la Suisse et l'Allemagne sont souvent entachées de points de frottement pendant la période de la Seconde Guerre mondiale, en particulier à la suite de la décision prise dès septembre 1939 de ne pas reconnaître les nouveaux États ou régimes tout en conservant des relations diplomatiques avec ceux existants avant le début du conflit, tels que la Pologne, la Belgique et la Yougoslavie.
À la mort de Giuseppe Motta en 1940, c'est le Vaudois Marcel Pilet-Golaz qui lui succède à la tête du Département politique, l'année même où il exerce la présidence de la Confédération. Il prononce, le 25 juin 1940, un discours radiophonique controversé dans lequel il préconise une nécessaire « adaptation » à la situation nouvelle et admet la fin de la guerre. Dans le même temps où il accorde un entretien privé aux responsables du Mouvement national, il ne remercie pas les militaires et l'armée suisse pour leur travail et ne prononce pas les termes de démocratie ou de neutralité.
C'est principalement sur le plan de la politique monétaire que les relations entre la Suisse et l'Axe vont se développer. Avant la guerre, le franc suisse fait partie, avec le dollar américain, la livre sterling anglaise et l'or, des moyens de payements internationaux. Dès 1941, le franc suisse se retrouve comme seule monnaie stable non belligérante ; de plus, le gouvernement n'introduit pas de contrôle des changes et oblige la Banque nationale suisse à maintenir le franc à un niveau constant par rapport à l'or et aux principales monnaies. L'Allemagne va ainsi acquérir, entre 1940 et 1945, du franc suisse auprès de la banque nationale en contrepartie de plus de 1,2 milliard en or, en provenance des réserves allemandes, mais également de l'or cédé dès 1940 par la Banque de Hollande et la Banque de Belgique à la Reichsbank sous la pression des forces occupantes.
Enfin, les autorités fédérales acceptent, sous la pression des négociateurs allemands, de fournir des avances en matériel sous forme de crédit de compensation dont le montant va sans cesse croissant tout au long de la guerre pour atteindre 119 millions de francs lors de l'année 1943 où la Suisse va progressivement réduire ses exportations vers l'Allemagne sous la pression des Alliés.
En réaction à cet appui financier, la Grande-Bretagne, estimant le pays « inféodé » à l'Allemagne, va à trois reprises imposer un blocus qui aura pour effet de tarir totalement les importations de blé.

### Politique intérieure de 1940 à 1945

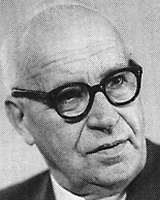
Portrait d'Ernst Nobs

Dès juillet 1940, d'anciens mouvements fascistes ressurgissent alors que de nouveaux se créent comme la Ligue du Gothard fondée au mois de juin ; tous proposent différentes révisions des institutions sur le modèle national-socialiste tout en préconisant un rapprochement avec l'Allemagne. Le général Guisan lui-même va, le 9 novembre 1940, proposer au gouvernement d'envoyer un émissaire à Berlin pour négocier. Devant les réactions très critiques de la presse et des partis politiques, le Conseil fédéral réagit en interdisant le Mouvement national suisse et le Parti communiste suisse et étend la peine de mort, alors réservée au Code pénal militaire, au service actif : 17 personnes sur 33 condamnées sont ainsi exécutées pour trahison.
En 1943, les élections fédérales voient une forte progression des socialistes, alors figures de l'opposition car ne faisant pas partie du gouvernement fédéral. La majorité de l'Assemblée fédérale va élargir le système de concordance à la gauche en élisant en décembre Ernst Nobs comme premier membre socialiste du Conseil fédéral. Également dans cet esprit d'« unité nationale », un corps volontaire non-combattant de 20 000 femmes est mis sur pied dès février 1940 par les autorités fédérales qui donnent ainsi pour la première fois une charge officielle aux femmes ; cette première reconnaissance d'une forme d'égalité va pousser les premiers mouvements féministes à réclamer (sans succès) des droits politiques. Une première proposition de loi échoue en décembre 1945 devant l'Assemblée fédérale.
Le tournant de la guerre en 1942-1943 ravive les questions politiques et sociales, jusqu'alors mises en sommeil devant le « totalitarisme helvétique », et relance le jeu politique : cinq initiatives populaires sont déposées en 1942 et 1943 en Suisse : sur la protection de la famille (dont le contre-projet proposé par le gouvernement est accepté par 76,3 % des votants le 25 novembre 1945), sur l'assurance vieillesse (acceptée par plus de 80 % des votants le 6 juillet 1947), sur le droit au travail (également acceptée le 8 décembre 1946), sur les droits du travail (rejetée le 18 mai 1947) et enfin sur la mise en place de mesures contre la spéculation.
Dès décembre 1942, le Parti socialiste suisse publie son nouveau programme, intitulé « La Suisse nouvelle » et qui prône un régime d'économie mixte dans lequel les banques et les grandes industries sont nationalisées tout en conservant les notions de propriété privée et d'économie de marché. En réplique, le Parti radical présente son propre programme très orienté sur les mesures sociales en avril 1943, alors que le Parti catholique-conservateur préfère combattre directement les propositions socialistes jugées irréalistes.

### Rapport Bergier
Si, pendant plusieurs années, l'opinion publique a apprécié le comportement de la Suisse pendant la guerre à la suite de l'hébergement de réfugiés civils et d'internés militaires français, polonais puis italiens, ainsi qu'à l'accueil pour quelques mois par an de près de 150 000 enfants venant principalement de France, des critiques se font rapidement entendre : on découvre tout d'abord que c'est à la suite d'une démarche des autorités suisses que la lettre « J » a été apposée sur le passeport des juifs allemands dès 1938 ; c'est ensuite des États-Unis et du Congrès juif mondial que viennent de nouvelles accusations selon lesquelles la Suisse aurait, par son aide économique, « prolongé la guerre ». Les critiques les plus virulentes s'adressent toutefois dès 1995 aux banques qui conserveraient des avoirs juifs en déshérence provoquant l'affaire du même nom.
En décembre 1996, une commission appelée officiellement Commission indépendante d'experts et familièrement « commission Bergier », du nom de son président Jean-François Bergier, est nommée par l'Assemblée fédérale pour « examiner sous l'angle historique et juridique l'étendue et le sort des biens placés en Suisse avant, pendant et immédiatement après la Seconde Guerre mondiale » ; la commission va publier une vingtaine de rapports pendant les quatre ans que durent ses travaux. Son rapport final (appelé « Rapport Bergier ») est rendu public le 19 décembre 2001 et marque la dissolution de la commission.
La commission s'est penchée sur l'attitude de la Suisse et de ses officiels pendant la Seconde Guerre mondiale à propos des fonds en déshérence, des transactions d'or et de la provenance de celui-ci, et enfin de la politique d'accueil ou de refoulement à l'égard des réfugiés qui ont cherché à s'abriter en Suisse ; elle conclut en particulier que la politique des autorités suisses avait contribué à la réalisation de l'Holocauste. La publication de ce rapport, ainsi que le travail de la commission, ont été vivement critiqués, en particulier par le mouvement « histoire vécue », composé de personnes ayant vécu la guerre et qui dénonce l'« obsession de la culpabilité et du soupçon » dont fait preuve la commission dans ses travaux.
Comme effet secondaire des travaux de la commission et à la suite des recherches menées par la commission Volker dont le rôle est d'identifier les comptes dormants, les banques suisses doivent conclure en 1998 un accord global avec les plaignants aux termes duquel elles payent près d'un 1,25 milliard de dollars à titre de dédommagement pour rembourser les fonds juifs en déshérence.

## Suisse depuis 1945

### Économie, énergie et transports en Suisse après la guerre

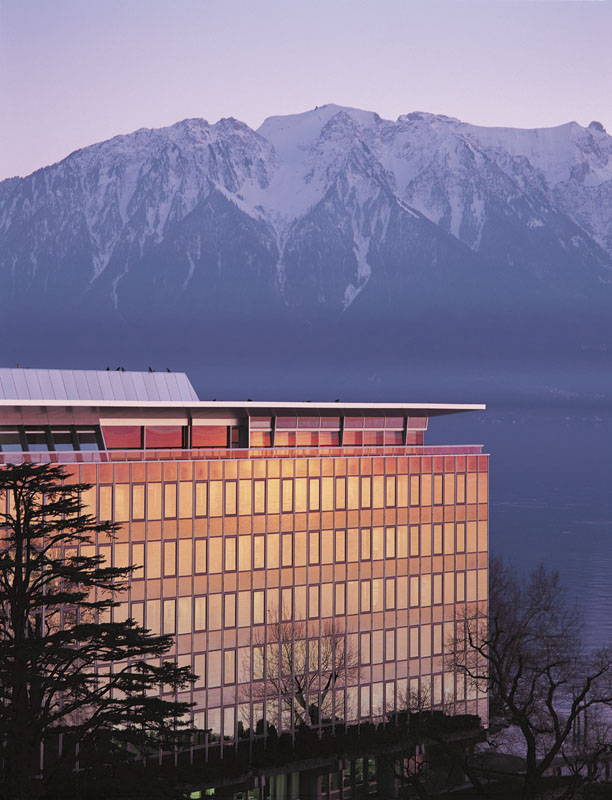
Le quartier-général de Nestlé à Vevey

Dès la fin de la guerre, l'économie suisse connaît une forte croissance : l'industrie du pays, l'une des seules d'Europe à ne pas avoir souffert des combats, permet au pays de redémarrer sa production rapidement ; une abondante main-d'œuvre bon marché venant des pays voisins, une fiscalité raisonnable et une importante disponibilité de capitaux permet en particulier à l'industrie d'exportation de prendre un avantage important sur ses concurrents directs. Les grandes banques suisses s'internationalisent très fortement à partir des années 1950 : d'une dizaine d'implantations à l'étranger, le total passe à plus de 100 à la fin de la décennie 1970. Parallèlement leur bilan est multiplié par huit entre 1945 et 1965. La place financière suisse est l'une des plus importantes du monde, après celles de New York et de Londres. Elle attire d'énormes capitaux étrangers. Cependant, alors que plusieurs pays voisins investissent dans une modernisation indispensable de leur appareil de production, l'économie suisse remet à plus tard ses investissements, n'augmentant que peu sa productivité ; couplé à une dépendance de plus en plus forte vis-à-vis de l'étranger par l'option prise en faveur des exportations, ce manque d'investissement va avoir de graves répercussions lors du déclenchement de la crise des années 1970.
Le 6 juillet 1947, le peuple approuve par 53 % un arrêté fédéral révisant les articles économiques de la Constitution ; cette révision prend en compte deux courants opposés : l'un libéral et anti-interventionniste et l'autre étatique et désireux de conserver les mesures de guerre. Des mesures protectionnistes sont en particulier prises dans le domaine de l'agriculture où la volonté étatique de maintenir une population paysanne en garantissant les prix se trouve en fréquente contradiction avec les désirs des consommateurs de profiter de produits à bas prix.
Jusqu'au début des années 1960, les déficits massifs de la balance commerciale suisse causés par une forte augmentation des importations de biens sont plus que compensés par les bénéfices réalisés par les prestations de services et en particulier la banque et le tourisme. Dès cette période, une nette tendance inflationniste couplée à une importante pénurie de main-d'œuvre traduit une forte expansion économique qui connaît un brusque arrêt lors du Premier choc pétrolier en 1973 ; la récession remarquée dans la plupart des pays est encore aggravée en Suisse par la hausse de la monnaie qui devient une « valeur refuge » entre 1970 et 1975, le taux annuel d'inflation dépassant chaque année 7,5 %. Cette inflation accélère un mouvement de concentration économique dans tous les domaines, qui voit apparaître progressivement des sociétés devenant ensuite des multinationales telles que Nestlé.

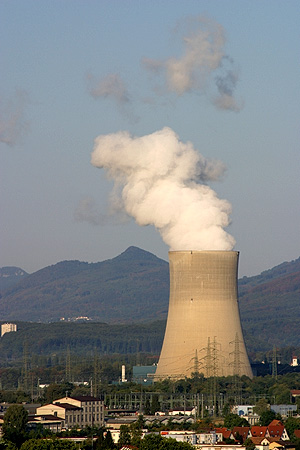
La centrale nucléaire de Gösgen, première en Suisse à tour de refroidissement

Sauf dans les périodes de ralentissement économique, l'immigration reste quasi constante : la population du pays double en 100 ans, passant de 3,3 millions en 1900 à 7,2 millions en 2000, en partie grâce à une importante population étrangère, principalement italienne, espagnole et portugaise. Cet afflux va provoquer, en particulier au début des années 1970, quelques manifestations xénophobes qui poussent les autorités à limiter les permis accordés aux travailleurs étrangers ; la première des initiatives suisses contre la surpopulation étrangère, dite « initiative Schwarzenbach » du nom de son auteur James Schwarzenbach, n'est repoussée par le peuple qu'à une majorité de 54 % en 1970.
Au niveau énergétique, les besoins du pays augmentent rapidement, forçant les acteurs du domaine à se tourner vers de nouvelles sources d'approvisionnement : si le charbon et le gaz de houille peuvent encore couvrir 40 % des besoins juste après la guerre, ils ne représentent plus que quelques pourcents au début de la crise pétrolière alors que le pétrole et ses dérivés passent de 25 % à 80 % dans le même temps. Pour couvrir les 110 gigajoules utilisés en 1970 par année et par habitant, plusieurs centrales hydroélectriques sont développées entre 1950 et 1970, dont notamment celle de la Grande Dixence, puis relayées par les cinq réacteurs de quatre centrales nucléaires dont la première, Beznau, est mise en service en 1969. Devant l'inquiétude manifestée par l'économie face à la forte dépendance du pays à l'égard de l'étranger, une commission examine en 1978 différentes possibilités pour réduire cette dépendance en économisant l'énergie, en augmentant la part des sources déjà utilisées ou en développant des énergies « propres » de substitution ; ses propositions n'ont cependant jamais été traduites en faits, une votation de 1983 ayant rejeté une proposition jugée trop extrême par les milieux économiques et trop timorée par les écologistes.

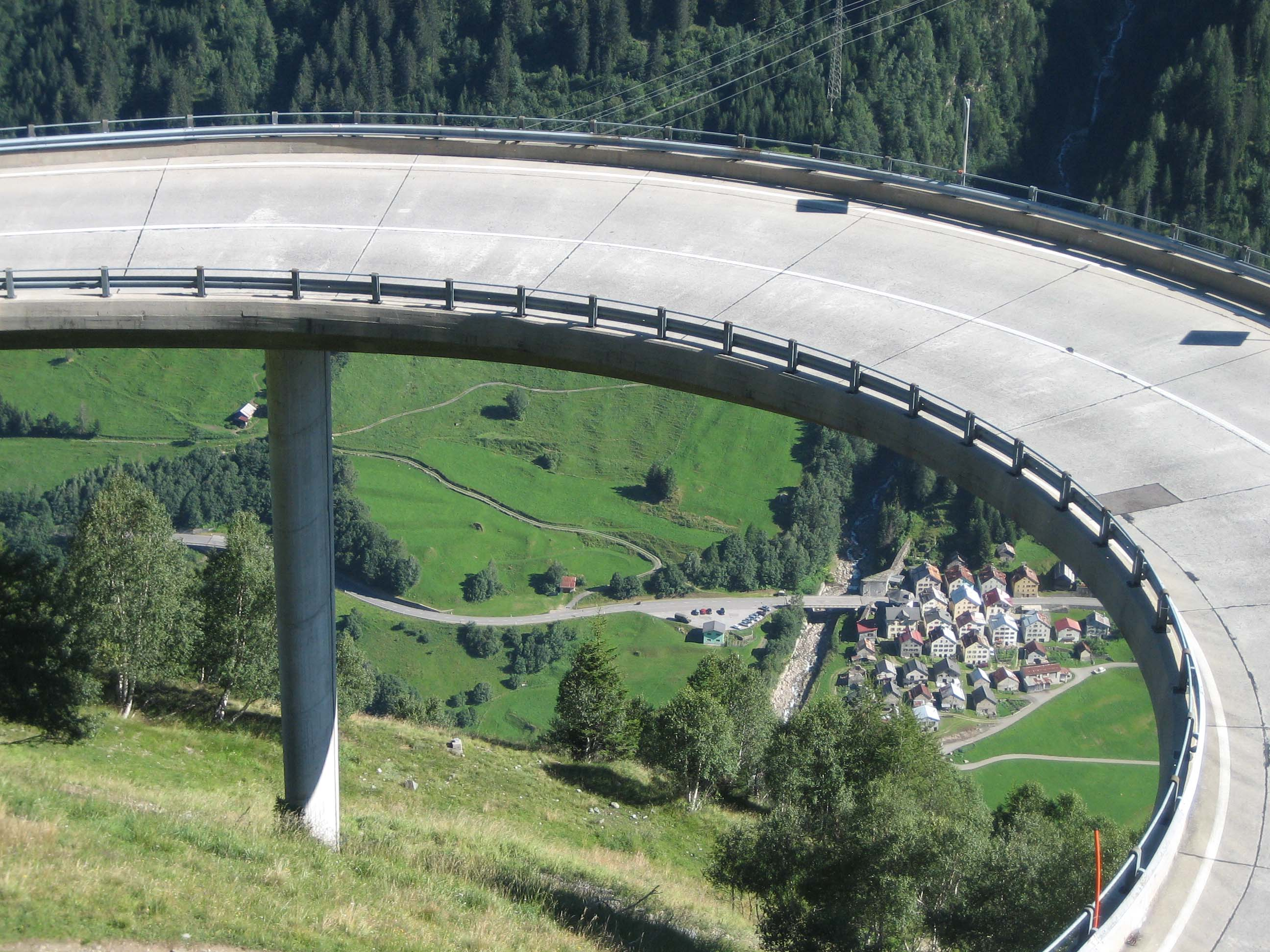
Rampe d'accès à la nouvelle route du Gothard, dans le canton du Tessin

Sur le plan des transports, le réseau ferroviaire suisse reste l'un des plus denses d'Europe, même si plusieurs lignes secondaires ont été supprimées à la suite de la disparition des petites sociétés au profit des Chemins de fer fédéraux suisses ; de nouveaux aménagements sont régulièrement mis en place tels que les nouveaux tunnels du Lötschberg en 2007 ou du Saint-Gothard prévu pour 2020. Longtemps retardées pour des raisons économiques et politiques en raison de la souveraineté cantonale en matière de transports, les autoroutes se développent dès 1958, lorsque la Confédération reçoit la compétence d'organiser la construction des routes nationales financées par une taxe supplémentaire sur les carburants : l'année suivante déjà, la première d'entre elles, reliant Genève et Lausanne, est ouverte ; le réseau autoroutier s'étend ensuite à l'ensemble du pays, incluant également plusieurs tunnels routiers traversant les Alpes sous le Grand-Saint-Bernard (ouvert en 1964) ou le Saint-Gothard.
De son côté, le trafic aérien connait une forte augmentation depuis la fin de la guerre : les aéroports internationaux de Zurich-Kloten et de Genève-Cointrin sont ouverts, suivi par un aéroport continental situé entre Bâle et Mulhouse ; un projet de troisième aéroport international dans la région de Berne échoue devant la résistance populaire.

### Politique intérieure: formule magique et vote des femmes

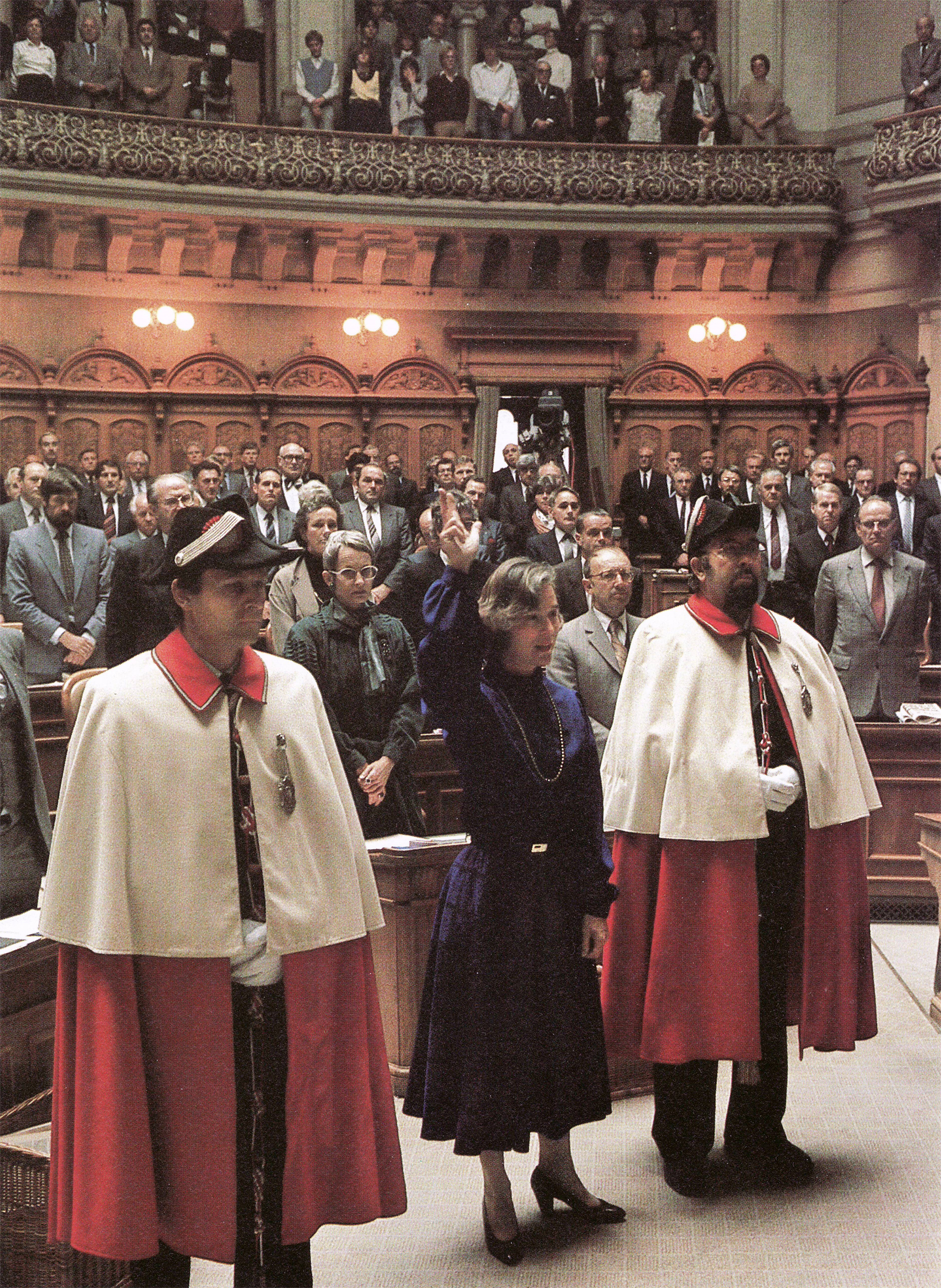
Prestation de serment d'Elisabeth Kopp lors de son élection au Conseil fédéral en 1984

Dès la fin de la guerre et jusqu'à la fin du XXe siècle, la Suisse connaît une remarquable stabilité politique. Certes, le conseiller fédéral socialiste Max Weber démissionne en 1953, à la suite du refus populaire par 58 % des votants d'une nouvelle politique financière fédérale et le Parti socialiste refuse alors de reprendre sa place au sein de l'exécutif fédéral tant qu'il n'obtient pas deux sièges ; appuyé par le Parti conservateur-catholique, il obtient ce droit en 1959 en Suisse lorsque la « Formule magique » (traduction française du terme Zauberformel utilisé pour la première fois le 4 décembre 1959 par le journal argovien Aargauer Volksblatt) est mise en place : le Conseil fédéral est dès lors composé de deux radicaux, de deux conservateurs-chrétiens, de deux socialistes et d'un représentant du Parti des paysans, artisans et bourgeois (PAB). Cette répartition, qui force les membres du Conseil fédéral à privilégier le compromis à l'affrontement, reste identique jusqu'au 10 décembre 2003, lorsque l'Union démocratique du centre, successeur du PAB, revendique et obtient un second siège au détriment du Parti démocrate-chrétien, lui-même successeur du Parti conservateur-chrétien.
En parallèle, une votation populaire de 1947 introduit un nouvel article dans la constitution qui précise officiellement que « les groupes économiques intéressés » doivent être consultés lors de l'élaboration et de l'exécution de nouvelles lois économiques ; cette consultation est par la suite étendue à l'ensemble des domaines, le Conseil fédéral décidant des différentes organisations pouvant participer aux procédures de consultation, permettant ainsi de minimiser les risques de référendum. Enfin, en 1949, une initiative populaire demandant de pouvoir abroger après coup les arrêtés fédéraux urgents est acceptée par une majorité de circonstance : depuis cette votation, l'utilisation de tels arrêtés par le gouvernement fédéral est devenu très rare.
Enfin, le collège des électeurs s'agrandit pour accepter les femmes le 7 février 1971, douze ans après une première tentative qui s'était alors soldée par un échec, près de 70 % des votants refusant alors cet objet. Sur ce sujet, les cantons romands sont plus ouverts : Vaud et Neuchâtel donnent en effet le droit de vote cantonal aux femmes en 1959, suivis l'année suivante par Genève puis, progressivement par les autres cantons, le dernier étant celui d'Appenzell Rhodes-Intérieures qui adoptera ce droit à la suite d'un arrêt du Tribunal fédéral en 1990.
Lors des élections du 31 octobre 1971, première fois où elles sont éligibles, dix femmes sont élues au Conseil national, résultat alors considéré comme « spectaculaire ». Par la suite cependant, l'intégration des femmes dans les institutions politiques va être plus lente : elles ne représentent en effet que 10 % des élues à l'Assemblée fédérale en 1986 et ce n'est que le 2 octobre 1984 que la première d'entre elles, la radicale Elisabeth Kopp, est élue au Conseil fédéral.

### Canton du Jura

Écusson officiel du canton du Jura

La structure cantonale du pays, héritée de la Confédération des XXII cantons, connait deux remises en question dans le nord-ouest du pays pendant la seconde moitié du XXe siècle ; dans les deux cas, la volonté d'autonomie régionale prendra le pas sur la logique économique qui préconise une entité territoriale plus étendue.
C'est tout d'abord la question de la réunification des deux cantons de Bâle-Ville et Bâle-Campagne qui est abordée lors de la crise financière des années 1930. Un premier refus en 1947 par les chambres fédérales d'un projet de réunification est suivi par une seconde votation populaire locale en 1960, à la suite de quoi une assemblée constituante commune est formée. Le projet est finalement refusé en 1969 par les habitants de Bâle-Campagne, en particulier par ceux de la périphérie qui craignent le poids trop important pris par la ville dans les décisions cantonales.
Mais c'est surtout la question jurassienne qui agite les esprits pendant cette période : si l'intégration de l'ancien évêché de Bâle au canton de Berne lors de la domination française ne s'est jamais pleinement réalisée, le problème devient particulièrement aigu en 1947, lorsque le gouvernement bernois refuse de nommer un Jurassien à la tête de l'un des départements du gouvernement cantonal pour raison de langue ; ce refus provoque un tollé dans la région et voit la création du mouvement du Rassemblement jurassien, dirigé par Roland Béguelin, dont le but est de séparer le Jura du canton de Berne. Parallèlement à ce mouvement, d'autres personnalités locales tentent d'obtenir un statut d'autonomie au sein du canton, alors qu'une troisième partie s'oppose à toute séparation d'avec Berne.
Une première initiative cantonale est repoussée le 5 juillet 1959, y compris par le Jura Sud, francophone et protestant. Le Nord met alors sur pied une organisation militante, appelée le « groupe Bélier » qui va largement perturber l'ordre public jusqu'au 1er mars 1970, date où les électeurs du canton approuvent l'engagement d'une procédure d'auto-détermination : les six districts vont alors chacun organiser un plébiscite qui confirme la volonté des trois districts du nord (Porrentruy, Delémont et Franches-Montagnes) de se séparer, alors que les trois du sud (Courtelary, Moutier et de La Neuveville) et le district de Laufon choisissent de rester bernois pour former le « Jura bernois ». Une nouvelle constitution ayant été approuvée par les trois districts séparatistes, une votation fédérale confirme, le 24 septembre 1978 par 82,3 % des votants, la création du canton du Jura qui devient officiellement le 23e canton suisse.

### Politique extérieure de la Suisse

Le siège de l'Organisation mondiale de la santé à Genève

À la fin de la Seconde Guerre mondiale, la Suisse se retrouve isolée à la fois à la suite de l'irritation des Alliés devant l'attitude des autorités pendant les années de guerre envers l'Allemagne et l'Italie, mais également par l'impossibilité qu'elle a d'adhérer à la toute nouvelle Organisation des Nations unies sans renoncer à sa neutralité. Afin de sortir de cet isolement, la politique étrangère du pays se focalise dans le domaine de l'aide humanitaire, en particulier par des actions caritatives envers les victimes de la guerre et par l'accueil de réfugiés ainsi que dans la promotion des organisations humanitaires ; à ce titre, le Conseil fédéral organise, en 1949 à Genève, une conférence internationale où sont adoptés quatre conventions, complétées en 1977, sur la protection des victimes de guerres. Dans le même temps, le pays participe activement à l'élaboration de plusieurs organisations spécialisées de l'ONU, telles que la Cour internationale de justice, l'OIT, la FAO, le PNUD, l'OMS et l'UNESCO qui, pour la plupart, installent leur siège à Genève.
La guerre froide permet à la Suisse, qui a rétabli des relations diplomatiques avec l'Union soviétique dès 1946, de prouver son utilité, en particulier en 1953 en Corée comme participant aux commissions de surveillance de l'armistice et de rapatriement des prisonniers de guerre ou en 1961 à Cuba où elle représente les intérêts des États-Unis. Par la suite, le pays représente également la Grande-Bretagne en Argentine entre 1982 et 1990, ainsi que les États-Unis en Iran dès 1980.
Le pays reste volontairement en dehors du processus d'« intégration européenne » qui se matérialise en 1957 par la création de la Communauté économique européenne ; elle fait toutefois partie des membres fondateurs de l'Association européenne de libre-échange en 1959 et rejoint le Conseil de l'Europe en 1963. En 1992, le Conseil fédéral dépose une demande officielle d'adhésion à l'Union européenne, mais est désavoué par le peuple lors de la votation populaire du 6 décembre 1992 lorsque 50,3 % des votants refusent l'adhésion à l'Espace économique européen. Le Conseil fédéral gèle alors la demande et négocie deux séries d'accords bilatéraux sur plusieurs sujets, parmi lesquels la libre circulation des personnes ou la reconnaissance des diplômes, avec l'Union européenne ; ces accords sont en vigueur depuis 2002.
Alors qu'une première tentative échoue en 1986 lorsque 75,7 % des votants refusent l'entrée de la Suisse dans l'Organisation des Nations unies, une seconde proposition allant dans le même sens est, cette fois-ci, acceptée par 54,6 % des votants le 3 mars 2002 : la Suisse devient ainsi le 190e État membre de l'ONU.

### Ouvrages cités
- Georges Andrey, Histoire de la Suisse pour les nuls, Paris, 2007 [détail des éditions]
- Jean-Jacques Bouquet, Histoire de la Suisse, Paris, PUF, coll. « Que sais-je ? », 2005 [détail des éditions]
- Peter Gilg et Peter Hablützel (trad. Daniel Süri, Georges Boghossian et Luc Weibel), « Une course accélérée vers l'avenir », Nouvelle Histoire de la Suisse et des Suisses, Lausanne, Payot [détail des éditions]
- Hans-Ulrich Jost (trad. Daniel Süri), « Menace et repliement », Nouvelle Histoire de la Suisse et des Suisses, Lausanne, Payot [détail des éditions]
- Joëlle Kuntz, L'Histoire suisse en un clin d'œil, Genève, 2006 [détail des éditions]
- Grégoire Nappey, illustrations de Mix et Remix, Histoire suisse, Le Mont-sur-Lausanne, LEP, 2007 [détail des éditions]
- Jean-Jacques Rapin, L'Esprit des fortifications, Lausanne, 2004 [détail des éditions]